# Rebeliunea de Paști
Rebeliunea de Paști (în irlandeză Éirí Amach na Cásca; în engleză Easter Rising sau Easter Rebellion) a fost o insurecție⁠(d) armată desfășurată în Irlanda în timpul Săptămânii Paștilor din aprilie 1916, declanșată de republicanii irlandezi⁠(d) împotriva stăpânirii britanice⁠(d), cu scopul de a proclama o Republică Irlandeză independentă în timp ce Regatul Unit lupta în Primul Război Mondial. A fost cea mai importantă revoltă din Irlanda de după rebeliunea din 1798 și primul conflict armat din perioada revoluționară irlandeză⁠(d). Șaisprezece dintre liderii rebeliunii au fost executați în mai 1916, dar insurecția, natura execuțiilor și evoluțiile politice ulterioare au contribuit în cele din urmă la creșterea sprijinului popular pentru independența Irlandei.
Organizată de un Consiliu Militar de șapte oameni al Frăției Republicane Irlandeze⁠(d), rebeliunea a început în Lunea Paștelui, pe 24 aprilie 2016 și a durat șase zile. Voluntari Irlandezi⁠(d), conduși de profesorul și activistul pentru limba irlandeză Patrick Pearse, alături de mai mica Armată Cetățenească Irlandeză⁠(d) a lui James Connolly⁠(d) și de 200 de femei din Cumann na mBan⁠(d), au capturat clădiri de importanță strategică din Dublin și au proclamat Republica Irlandeză⁠(d). Armata britanică a adus mii de soldați, precum și artilerie și o canonieră. Au existat lupte de stradă pe rutele către centrul orașului, unde rebelii au încetinit avansul britanicilor și au provocat multe victime. În alte părți din Dublin, luptele au constat în principal din tir de la distanță și lupte cu arme de distanță lungă. Principalele poziții rebele au fost treptat înconjurate și bombardate cu artilerie. Au fost acțiuni izolate în alte părți ale Irlandei; liderul Voluntarilor Irlandezi Eoin MacNeill⁠(d) a emis o declarație prin care a încercat să oprească rebeliunea, acțiune care a redus foarte mult numărul rebelilor care s-au mobilizat.
În număr mult mai mare și mult mai bine înarmată, armata britanică a înăbușit rebeliunea. Pearse a acceptat capitularea necondiționată în ziua de sâmbătă, 29 aprilie, deși lupte sporadice au continuat pentru scurt timp. După capitulare, țara a rămas sub legea marțială. Aproximativ 3.500 de oameni au fost luați prizonieri de britanici și 1.800 dintre ei au fost trimiși în lagăre de internare sau în închisori din Marea Britanie. Majoritatea liderilor rebeliunii au fost executați în urma curților marțiale. Rebeliunea a readus în prim-planul politicii irlandeze republicanismul militant pentru acțiuni de forță, după ce timp de aproape cincizeci de ani naționalismul constituțional fusese curentul dominant. Opoziția față de reacțiunea britanică la rebeliune a contribuit la schimbările opiniei publice și la tranziția către independență, tranziție manifestată în alegerile din decembrie 1918 din Irlanda, care au fost câștigate de partidul Sinn Féin, care a convocat Primul Dáil⁠(d) și a proclamat independența⁠(d).
Dintre cele 485 de persoane ucise, 260 erau civili, 143 erau militari britanici și personal de poliție și 82 erau rebeli irlandezi, inclusiv 16 rebeli executați pentru rolurile lor în rebeliune. Peste 2.600 de persoane au fost rănite. Mulți dintre civili au fost uciși sau răniți de focul artileriei britanice sau au fost confundați cu rebeli. Alții au fost prinși în focul încrucișat în timpul luptelor dintre britanici și rebeli. Bombardamentele de artilerie și incendiile rezultate au lăsat în ruine părți din centrul Dublinului.

## Context
Legile Unirii din 1800⁠(d) au unit Regatul Marii Britanii cu Regatul Irlandei sub titulatura de Regatul Unit al Marii Britanii și Irlandei, abolind Parlamentul Irlandez⁠(d) și conferind Irlandei reprezentare în Parlamentul Britanic. De la început, mulți naționaliști irlandezi s-au opus unirii, au protestat împotriva lipsei unei reprezentări politice adecvate, și au criticat guvernarea britanică a Irlandei și a poporului irlandez, în special tratarea Marii Foamete. Opoziția a luat diferite forme: constituțională (Asociația Repeal⁠(d); Home Rule League⁠(d)), socială (desființarea Bisericii Irlandei⁠(d); Land League⁠(d)) și revoluționară (Rebeliunea din 1848⁠(d); Răscoala Fenienilor⁠(d)). Mișcarea pentru autonomia Irlandei⁠(d) a căutat să obțină autoguvernare pentru Irlanda, în cadrul Regatului Unit. În 1886, Partidul Parlamentarist Irlandez⁠(d) condus de Charles Stewart Parnell⁠(d) a reușit să introducă pe ordinea de zi a Parlamentului Britanic primul proiect de lege a autonomiei⁠(d), dar acesta a fost respins. Al doilea proiect de lege a autonomiei⁠(d)  din 1893 a fost adoptat de Camera Comunelor, dar respins de Camera Lorzilor.

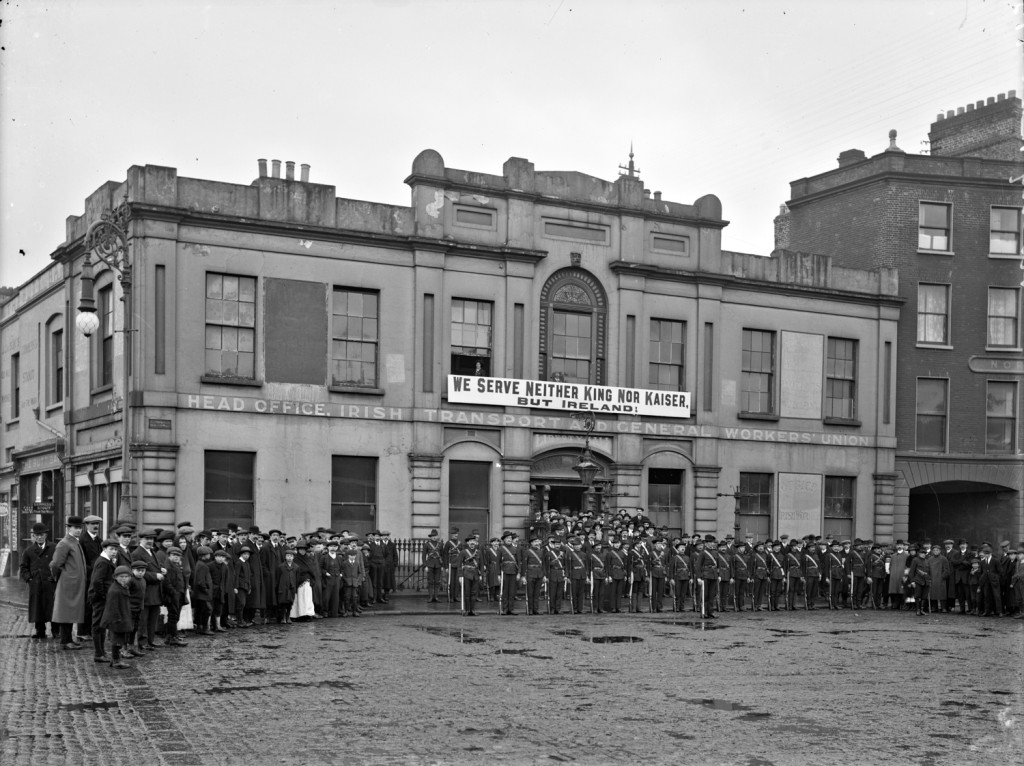
Membri ai Armatei Cetățenești Irlandeze lângă Liberty Hall, sub sloganul „Nu slujim nici pe rege, nici pe kaiser, ci Irlanda”

După moartea lui Parnell, naționaliștii mai tineri și mai radicali au devenit dezamăgiți de politica parlamentară și s-au întors către forme mai extreme de separatism. Gaelic Athletic Association⁠(d), Gaelic League⁠(d) și renașterea culturală⁠(d) promovată de WB Yeats și Augusta, Lady Gregory, împreună cu noua gândire politică a lui Arthur Griffith⁠(d) exprimată în ziarul său Sinn Féin⁠(d) și organizații precum Consiliul Național și Liga Sinn Féin, i-au determinat pe mulți irlandezi să se identifice cu ideea unei Irlande gaelice independente. La aceasta se face referire uneori prin termenul generic Sinn Féin, autoritățile britanice folosindu-l ca substantiv colectiv⁠(d) pentru republicani și naționaliști avansați.
Al treilea proiect de lege a autonomiei fost propus de prim-ministrul liberal britanic HH Asquith în 1912. Unioniștii irlandezi⁠(d), în majoritate protestanți, s-au opus, deoarece nu doreau să fie conduși de un guvern irlandez dominat de catolici. În frunte cu Sir Edward Carson și James Craig⁠(d), ei au format Ulster Volunteers (UVF) în ianuarie 1913. Ca răspuns, naționaliștii irlandezi au format o grupare paramilitară rivală, Voluntarii Irlandezi⁠(d), în noiembrie 1913. Frăția Republicană Irlandeză⁠(d) (IRB) a fost forța motrice din spatele Voluntarilor Irlandezi și a încercat să o controleze pe aceasta din urmă. Liderul Voluntarilor Irlandezi era Eoin MacNeill⁠(d), care nu era membru IRB. Scopul declarat al acestora era „asigurarea și menținerea drepturilor și libertăților comune tuturor locuitorilor Irlandei”. Acesta includea oameni cu o gamă largă de opinii politice și era deschis „tuturor irlandezii apți de muncă, fără distincție de crez, politică sau grup social”. Un alt grup militant, Armata Cetățenească Irlandeză⁠(d), a fost formată de sindicaliști ca urmare a lockoutului din Dublin⁠(d) din acel an. Ofițerii armatei britanice au amenințat că vor demisiona⁠(d) dacă li se va ordona să ia măsuri împotriva Voluntarilor din Ulster. Când Voluntarii Irlandezi au introdus puști de contrabandă în Dublin⁠(d), armata britanică a încercat să-i oprească și a tras într-o mulțime de civili. Până în 1914, Irlanda părea să fie în pragul unui război civil, care a fost evitat în august din cauza izbucnirii Primului Război Mondial și de implicarea Irlandei⁠(d) în acesta. Cu toate acestea, la 18 septembrie 1914, Legea Guvernării Irlandei din 1914 a fost adoptată și publicată, alături însă de Legea de Suspendare⁠(d), care amâna automia irlandeză pentru un an, amânarea putând fi prelungită cu perioade de șase luni atât timp cât continua războiul. La acea vreme multă lume credea că războiul nu va dura mai mult de câteva luni. La 14 septembrie 1915, a fost emis un ordin în consiliu⁠(d) în temeiul Legii de Suspendare, ordin prin care Legea Guvernării Irlandei rămânea suspendată până la 18 martie 1916. Un nou astfel de ordin a fost emis la 29 februarie 1916, suspendând Legea pentru încă șase luni.

## Planurile rebelilor

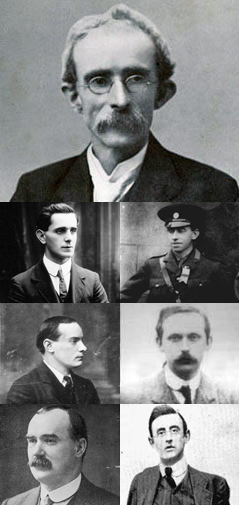
Semnatarii Proclamației: Tom Clarke, Seán Mac Diarmada, Thomas MacDonagh, Patrick Pearse, Éamonn Ceannt, James Connolly, Joseph Plunkett

Consiliul Suprem al IRB s-a întrunit la 5 septembrie 2014, la puțin mai mult de o lună după ce guvernul britanic declarase război Germaniei. La această întâlnire, ei au hotărât să organizeze o revoltă înainte de încheierea războiului și să obțină ajutor din partea Germaniei. Responsabilitatea pentru planificarea revoltei a fost încredințată lui Tom Clarke și Seán Mac Diarmada. Voluntarii Irlandezi — cea mai mică dintre cele două forțe rezultate în urma divizării din septembrie 1914 din cauza sprijinului pentru efortul de război britanic — au înființat un „staff de cartier general” din care făcea parte Patrick Pearse ca director al organizației militare, Joseph Plunkett⁠(d) ca director de operațiuni militare și Thomas MacDonagh⁠(d) ca director de instrucție. Ulterior, s-a adăugat și Éamonn Ceannt⁠(d) ca director de comunicații.
În mai 1915, Clarke și Mac Diarmada au înființat un comitet militar sau un consiliu militar în cadrul IRB, format din Pearse, Plunkett și Ceannt, pentru a elabora planuri pentru o revoltă. Clarke și Mac Diarmada s-au alăturat la scurt timp după aceea. Consiliul Militar a reușit să-și promoveze propriile politici și propriul personal independent atât față de Executivul Voluntarilor, cât și față de Executivul IRB. Deși nu s-au opusi în principiu unei revolte, liderii Voluntarilor și IRB-ului erau de părere că nu este oportună în acel moment. Șeful statului major al Voluntarilor, Eoin MacNeill a susținut o revoltă numai dacă guvernul britanic încearcă cumva să-i suprime pe voluntari sau să introducă serviciul militar obligatoriu în Irlanda⁠(d) și doar dacă o astfel de revoltă ar avea șanse de succes. Președintele IRB, Denis McCullough⁠(d), și proeminentul membru IRB Bulmer Hobson⁠(d) aveau opinii similare. Consiliul Militar și-a ținut secrete planurile, pentru a împiedica autoritățile britanice să le afle, dar și pentru a preveni situația în care unele persoane chiar din cadrul organizației ar putea încerca să oprească revolta. Membrii IRB dețineau gradul de ofițer de Voluntari în toată țara și își luau ordinele de la Consiliul Militar, nu de la MacNeill.
La scurt timp după izbucnirea Primului Război Mondial, Roger Casement⁠(d) și liderul Clan na Gael⁠(d), John Devoy⁠(d), s-au întâlnit cu ambasadorul german în Statele Unite, Johann Heinrich von Bernstorff⁠(d), pentru a discuta despre sprijinul german pentru o revoltă. Casement a mers în Germania și a început negocierile cu guvernul și armata germană. El i-a convins pe germani să-și anunțe sprijinul pentru independența Irlandei în noiembrie 1914. Casement a încercat, de asemenea, să recruteze o brigadă irlandeză⁠(d), formată din prizonieri de război⁠(d) irlandezi, care să fie înarmată și trimisă în Irlanda pentru a se alătura revoltei. Cu toate acestea, doar 56 de oameni s-au oferit voluntari. Plunkett a mers împreună cu Casement în Germania în anul următor. Împreună, Plunkett și Casement au prezentat un plan („Raportul Irlanda”) în care o forță expediționară⁠(d) germană să aterizeze pe coasta de vest a Irlandei, în timp ce o răscoală din Dublin să distragă atenția forțelor britanice, astfel încât germanii, cu ajutorul voluntarilor locali, să-și asigure controlul asupra liniei râului Shannon, înainte de a avansa spre capitală. Armata germană a respins planul, dar a fost de acord să trimită arme și muniție către Voluntari.
James Connolly⁠(d) — șeful Armatei Cetățenești Irlandeze (ICA), o grupare de voluntari înarmați din sindicatele socialiste — nu era la curent cu planurile IRB și a amenințat că va începe o rebeliune pe cont propriu dacă alte partide nu reușesc să acționeze. Dacă ar fi făcut-o singuri, IRB și Voluntarii le-ar fi venit în ajutor; cu toate acestea, liderii IRB s-au întâlnit cu Connolly în ianuarie 1916 și l-au convins să-și unească forțele cu ei. Ei au convenit că vor lansa o răscoală împreună de Paște și l-au făcut pe Connolly al șaselea membru al Consiliului Militar. Thomas MacDonagh avea să devină mai târziu al șaptelea și ultimul membru.
Moartea vechiului lider Fenian⁠(d) Jeremiah O'Donovan Rossa⁠(d) la New York în august 1915 a fost o oportunitate de a organiza o demonstrație spectaculoasă. Rămășițele sale au fost trimise în Irlanda pentru înmormântare în cimitirul Glasnevin⁠(d), Voluntarii Irlandezi ocupându-se de aranjamente. Pe traseul procesiunii și la mormânt s-au adunat mulțimi imense. Pearse a susținut o cuvântare dramatică, un apel de adunare către republicani, care se încheia cu cuvintele „Irlanda neliberă nu va fi niciodată împăcată⁠(d)”.

## Evenimentele de până la Săptămâna Paștelui

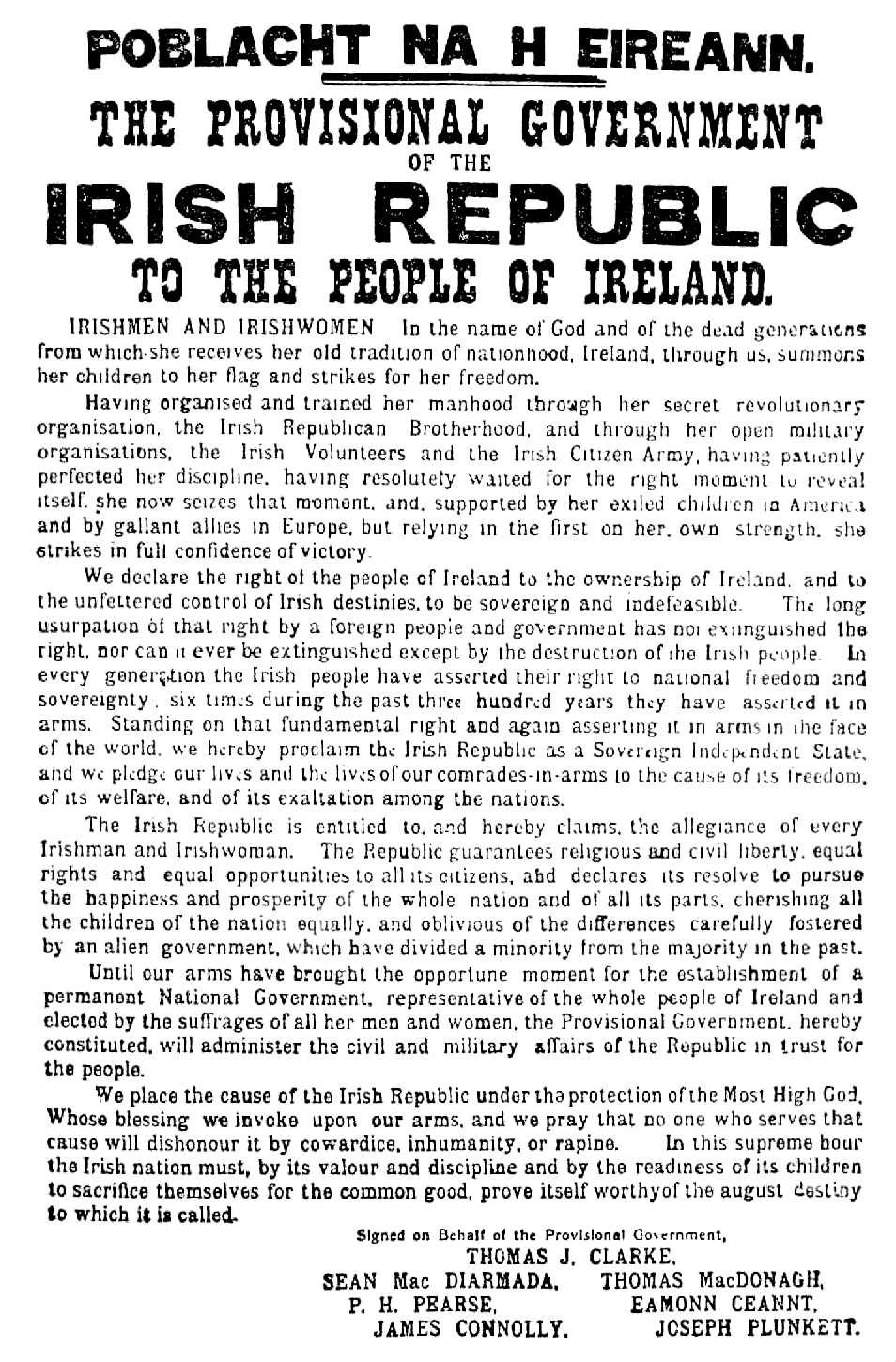
, în ziua de paște din 1916

La începutul lunii aprilie, Pearse a dat voluntarilor irlandezi ordine pentru trei zile de „parade și manevre” începând cu Duminica Paștelui. El avea autoritatea de a face acest lucru, în calitate de director de organizare al Voluntarilor. Ideea era ca membrii IRB din cadrul organizației vor ști că acestea sunt ordine pentru a începe răscoala, în timp ce alții precum MacNeill și autoritățile britanice ar fi luat de bune cuvintele „parade și manevre”.
Pe 9 aprilie, marina germană a trimis nava SS Libau⁠(d) spre comitatul Kerry, sub denumirea falsă de Aud⁠(d) și sub pavilion norvegian. Nava era încărcată cu 20.000 de puști, un milion de cartușe și explozibili. Casement a plecat și el în Irlanda la bordul submarinului german U-19⁠(d). El era dezamăgit de nivelul de sprijin oferit de germani și intenționa să oprească sau măcar să amâne răscoala.
Miercuri, 19 aprilie, consilierul Tom Kelly⁠(d), membru Sinn Féin al Corporației Dublinului⁠(d), a citit, în cadrul unei ședințe a Corporației, un document care se presupunea că a fost obținut clandestin de la Castelul Dublin⁠(d), și care detalia planurile autorităților britanice de a aresta în scurt timp liderii Voluntarilor Irlandezi, ai Sinn Féinului și ai Ligii Galice, și să ocupe sediile acestora. Deși autoritățile britanice au spus că „Documentul de la Castel” este un fals, MacNeill le-a ordonat Voluntarilor să se pregătească de rezistență. Fără știrea lui MacNeill, documentul fusese, într-adevăr, falsificat⁠(d) de Consiliul Militar pentru a-i convinge pe moderați de necesitatea răscoalei pe care ei o planificau. Era o versiune editată a unui document real care descria planurile britanice în caz de recrutare în serviciul militar. În aceeași zi, Consiliul Militar i-a informat pe ofițerii superiori ai Voluntarilor că răscoala va începe în Duminica Paștelui. Consiliul a ales, însă, să nu informeze membrii de ranguri inferioare sau pe moderații ca MacNeill decât în ultimul moment.
A doua zi, MacNeill a înțeles că răscoala este pe cale să fie declanșată și a amenințat că va face tot posibilul pentru a o împiedica, mai puțin să îi informeze pe britanici. Puțină vreme, MacNeill s-a lăsat convins să colaboreze cu unele acțiuni restrânse, după ce Mac Diarmada i-a dezvăluit că un transport de arme germane era pe cale să fie descărcat de pe vas în comitatul Kerry. MacNeill credea că, atunci când britanicii vor afla despre transport, îi vor suprima imediat pe Voluntari, și ca urmare considera că se justifică măsurile defensive luate de Voluntari, inclusiv „manevrele” planificate.
Aud și U-19 au ajuns pe coasta comitatului Kerry în Vinerea Mare, pe 21 aprilie, mai devreme decât se așteptau Voluntarii, așa că nimeni nu a fost acolo pentru a întâmpina navele. Marina Regală știa despre transportul de arme și a interceptat nava Aud, determinându-l pe căpitan să o scufunde. Mai mult, Casement a fost capturat la scurt timp după ce a debarcat la Banna Strand⁠(d).
Când MacNeill a aflat de la voluntarul Patrick Whelan⁠(d) că transportul de arme a fost pierdut, a revenit la poziția inițială. Cu sprijinul altor lideri cu aceleași idei, în special al lui Bulmer Hobson și The O'Rahilly⁠(d), el a emis tuturor voluntarilor o contramandare a ordinelor, anulând toate acțiunile de duminică. Acest ordin de contramandare a fost transmis ofițerilor Voluntarilor și tipărit în ziarele de duminică dimineață. Nu a reușit decât să întârzie răscoala cu o zi, și să reducă foarte mult numărul de voluntari care s-au prezentat.
Serviciul de Informații al Marinei Britanice⁠(d) știa despre transportul de arme, desprea întoarcerea lui Casement și că Paștele este data planificată pentru răscoală, din mesajele radio transmise între Germania și ambasada sa din Statele Unite, care erau interceptate de Marina Regală și descifrate în Camera 40⁠(d) a Amiralității. Informațiile au fost transmise subsecretarului pentru Irlanda⁠(d), Sir Matthew Nathan, pe 17 aprilie, dar fără a dezvălui sursa, iar Nathan avea îndoieli cu privire la acuratețea acestora. Când a ajuns la Dublin vestea despre capturarea lui Aud și arestarea lui Casement, Nathan a discutat cu Lordul Locțiitor⁠(d), Lord Wimborne⁠(d). Nathan a propus un raid la Liberty Hall⁠(d), cartierul general al Armatei Cetățenești, și pe proprietățile Voluntarilor din Father Matthew Park și Kimmage⁠(d), dar Wimborne a insistat ca liderii să fie arestați în masă. S-a decis amânarea acțiunii până după a doua zi de Paști (luni) și, între timp, Nathan i-a telegrafiat secretarului șef⁠(d), Augustine Birrell⁠(d), la Londra, pentru a-i cere aprobarea. Când Birrell și-a transmis în sfârșit prin cablu răspunsul prin care autoriza acțiunea, luni, 24 aprilie, la prânz, Răscoala deja izbucnise.
În dimineața zilei Paști, 23 aprilie, Consiliul Militar s-a reunit la Liberty Hall pentru a discuta ce trebuie făcut în lumina ordinului de contramandare al lui MacNeill. Ei au hotărât că răscoala va avea loc a doua zi, în a doua zi de Paști, și că Voluntarii Irlandezi și Armata Cetățenească vor intra în acțiune împreună ca „Armata Republicii Irlandeze”. Ei l-au ales pe Pearse drept președinte al Republicii Irlandeze și comandant suprem al armatei; Connolly a devenit comandantul Brigăzii Dublin. Au fost apoi trimiși curieri către toate unitățile, pentru a le informa despre noile ordine.

## Rebeliunea la Dublin

### A doua zi de Paști

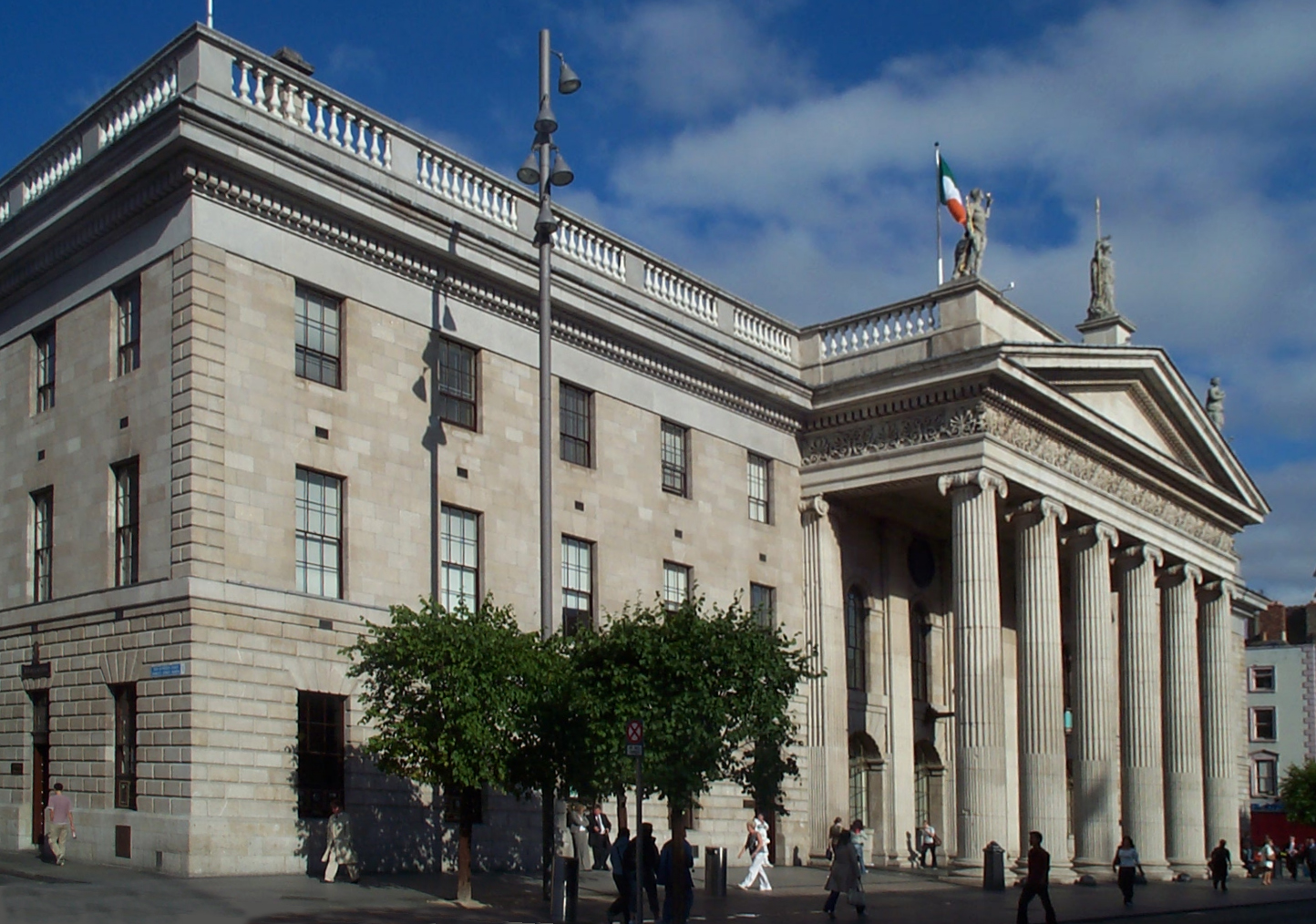
din Dublin – cartierul general al rebelilor

Unul dintre cele două drapele arborate deasupra Poștei în timpul Răscoalei

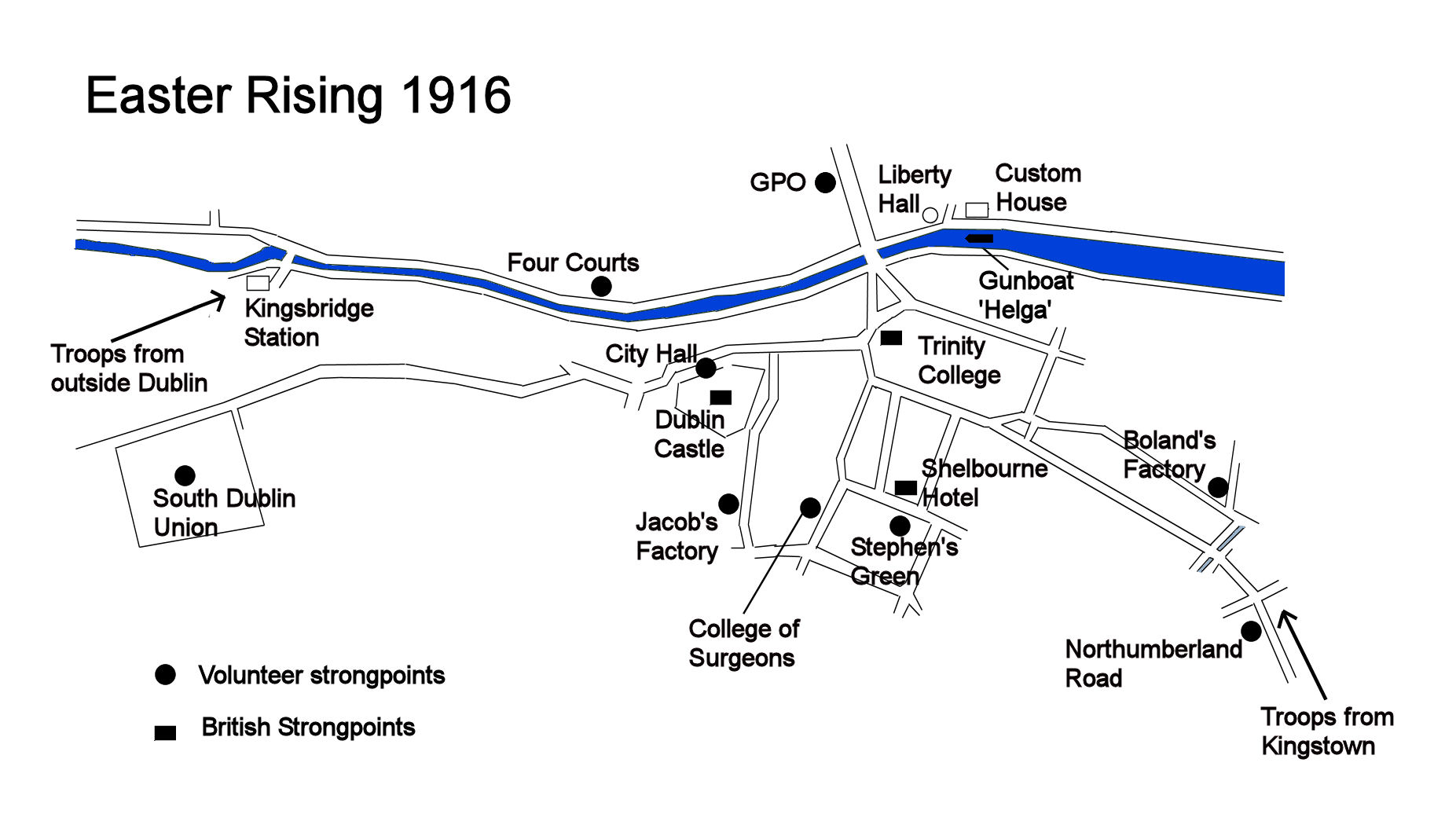
Pozițiile forțelor rebele și britanice în centrul Dublinului

În dimineața zilei de luni, 24 aprilie, aproximativ 1.200 de membri ai Voluntarilor Irlandezi și ai Armatei Cetățenești Irlandeze s-au adunat în mai multe locații din centrul Dublinului. Printre ei se numărau și membri ai grupării exclusiv feminine Cumann na mBan⁠(d). Unii purtau uniforme ale Voluntarilor Irlandezi și ale Armatei Cetățenești, în timp ce alții purtau haine civile cu o banderolă galbenă a Voluntarilor Irlandezi, pălării militare și bandoliere⁠(d). Erau înarmați în cea mai mare parte cu puști (în special Mausere 1871⁠(d)), dar și cu puști, revolvere, câteva pistoale semi-automate Mauser C96 și grenade. Numărul voluntarilor care s-au mobilizat a fost mult mai mic decât se aștepta. Acest lucru se datora ordinului de contramandare al lui MacNeill și faptului că noile ordine fuseseră trimise atât de din scurt. Cu toate acestea, câteva sute de voluntari s-au alăturat Răscoalei după ce aceasta a început.
Cu puțin înainte de amiază, rebelii au început să ocupe poziții importante în centrul Dublinului. Planul rebelilor era să păstreze sub control centrul orașului Dublin. Aceasta era o zonă mare, de formă ovală, delimitată de două canale: Grand⁠(d) la sud și Royal⁠(d) la nord, cu râul Liffey⁠(d) curgând prin mijloc. Pe marginile de sud și de vest ale acestui cartier se aflau cinci cazărmi ale Armatei Britanice. Majoritatea pozițiilor rebelilor fuseseră alese pentru a se apăra împotriva contraatacurilor dinspre aceste cazărmi. Rebelii au ocupat pozițiile cu ușurință. Civilii au fost evacuați, iar polițiștii au fost expulzați sau luați prizonieri. Au fost baricadate ferestrele și ușile, au fost puse sub pază hrana și proviziile și au fost înființate posturi de prim ajutor. Pe străzi s-au ridicat baricade pentru a împiedica mișcarea Armatei Britanice.
O forță comună de aproximativ 400 de Voluntari și membri ai Armatei Cetățenești s-au adunat la Liberty Hall sub comanda comandantului James Connolly. Acesta era batalionul cartierului general și îi includea și pe comandantul suprem Patrick Pearse, precum și pe Tom Clarke, Seán Mac Diarmada și Joseph Plunkett⁠(d). Ei au mers pe jos către Poșta Generală⁠(d) (GPO) de pe O'Connell Street⁠(d), artera principală din Dublin, au ocupat clădirea și au arborat două drapele republicane. Pearse a ieșit afară și a citit Proclamația Republicii Irlandeze⁠(d). Cópii ale Proclamației au fost lipite pe pereți și împărțite trecătorilor de către voluntari și de către distribuitorii de ziare. Poșta Generală urma să fie cartierul general al rebelilor pentru cea mai mare parte a răscoalei. Voluntarii din poștă au ocupat și alte clădiri de pe stradă, inclusiv clădiri cu vedere la Podul O'Connell⁠(d). Ei au ocupat și o stație de radiotelegraf și au transmis un mesaj radio în cod Morse, anunțând că a fost proclamată Republica Irlandeză. Aceasta a fost prima emisiune radio din Irlanda.
În altă parte, o parte din batalionul de cartier general sub conducerea lui Michael Mallin⁠(d) au ocupat St Stephen's Green⁠(d), unde au săpat tranșee și au baricadat drumurile din jur. Batalionul 1, sub conducerea lui Edward „Ned” Daly⁠(d), a ocupat Four Courts⁠(d) și clădirile din jur, în timp ce o companie sub conducerea lui Seán Heuston⁠(d) a ocupat Instituția Mendicity⁠(d), aflată peste râul Liffey vis-a-vis de Four Courts. Batalionul 2, sub conducerea lui Thomas MacDonagh, a ocupat fabrica de biscuiți Jacob's⁠(d). Batalionul 3, sub conducerea lui Éamon de Valera, a ocupat Boland's Mill⁠(d) și clădirile din jur. Batalionul 4, sub conducerea lui Éamonn Ceannt, a ocupat South Dublin Union⁠(d) și distileria de pe Marrowbone Lane⁠(d). Din fiecare dintre aceste garnizoane, mici unități de rebeli au stabilit avanposturi⁠(d) în zona înconjurătoare.
Rebelii au încercat să întrerupă legăturile de transport și comunicații. Pe lângă ridicarea blocajelor rutiere, ei au preluat controlul asupra diferitelor poduri și au tăiat firele telefonice și telegrafice. Au fost ocupate gările Westland Row⁠(d) și Harcourt Street⁠(d) au fost ocupate, însă aceasta din urmă doar pentru scurt timp. Linia de cale ferată a fost întreruptă la Fairview⁠(d), iar linia a fost avariată de bombe pe Amiens Street, Broadstone⁠(d), Kingsbridge⁠(d) și Lansdowne Road⁠(d).
În jurul prânzului, o mică echipă mică de Voluntari și membri din Fianna Éireann⁠(d) au capturat rapid Magazine Fort⁠(d) din parcul Phoenix⁠(d) și i-au dezarmat pe paznici. Scopul era să pună mâna pe arme și să arunce în aer depozitul de muniții pentru a semnala că Răscoala a început. Au confiscat arme și au pus explozibili, dar explozia nu a fost suficient de puternică pentru a fi auzită în tot orașul. Fiul de 23 de ani al comandantului fortului a fost împușcat mortal când a alergat să dea alarma.

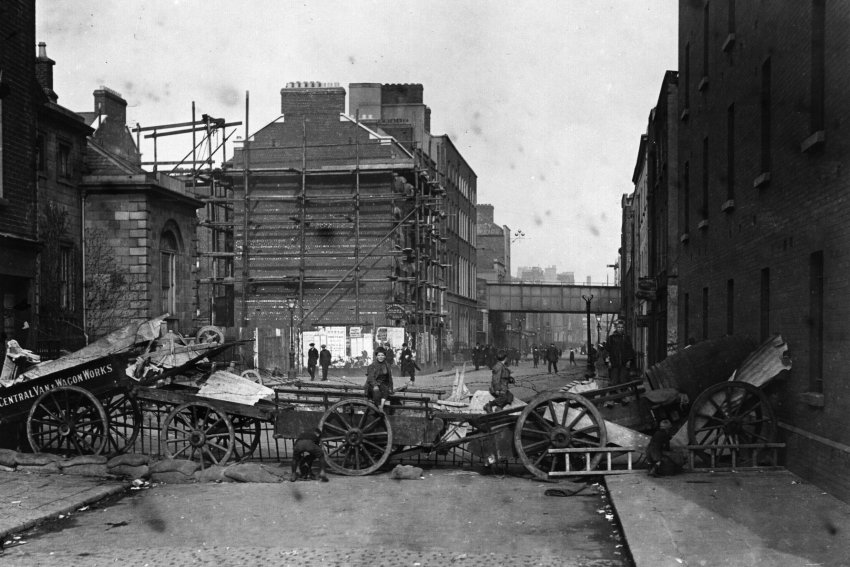
Baricadă de stradă ridicată de rebeli la Dublin în timpul Răscoalei

Un contingent sub conducerea lui Seán Connolly a ocupat Primăria Dublinului⁠(d) și clădirile adiacente. Ei au încercat să pună stăpânire pe Castelul Dublin, inima stăpânirii britanice în Irlanda, aflat în vecinătate. În timp ce se apropiau de poartă, James O'Brien, un polițist care stătea de pază singur, a încercat să-i oprească și a fost împușcat mortal de Connolly. Potrivit unor relatări, el a fost prima victimă a Răscoalei. Rebelii i-au învins pe soldații din camera de gardă, dar nu au reușit să continue înaintarea. Ofițerul șef de informații al armatei britanice, maiorul Ivon Price, a tras asupra rebelilor, în timp ce subsecretarul pentru Irlanda, Sir Matthew Nathan, a ajutat la închiderea porților castelului. Rebelii nu știau că Castelul era slab păzit că putea fi ocupat cu ușurință. Ei însă au asediat Castelul de la Primărie. Acolo au izbucnit lupte aprige după ce au sosit întăririle britanice. Rebelii de pe acoperiș au schimbat focuri cu soldații de pe stradă. Seán Connolly a fost împușcat mortal de un lunetist. Până în dimineața următoare, forțele britanice recuceriseră Primăria și îi luaseră prizonieri pe rebelii de acolo.
Rebelii nu au încercat să ocupe alte locații cheie, anume Trinity College, în inima centrului orașului și apărat doar de o mână de studenți unioniști înarmați. Centrala telefonică din Crown Alley nu a putut fi capturată, ceea ce a lăsat comunicațiile în mâinile guvernului, personalul poștei reparând rapid firele telefonice care fuseseră tăiate de rebeli. Numărul insuficient de rebeli a făcut ca multe poziții strategice să nu poată fi ocupate. În cel puțin două incidente, la Jacob's și la Stephen's Green, Voluntarii și Armata Cetățenească au împușcat civili care încercau să-i atace sau să le demonteze baricadele. În alte părți, rebelii au lovit civilii cu patul puștii pentru a-i alunga.
Armata britanică a fost surprinsă de Răscoală total nepregătită, iar răspunsul lor din prima zi a fost în general necoordonat. Două escadrile de cavalerie britanică au fost trimise să investigheze ce se întâmplă. Forțele rebele de la Poștă și de la Four Courts au tras asupra lor și au produs victime. Când o trupă a trecut de Coloana lui Nelson⁠(d), rebelii au deschis focul dinspre Poștă, ucigând trei cavaleriști și doi cai și rănind mortal un al patrulea bărbat. Cavalerii s-au retras în cazărmi. Pe Mount Street, un grup de oameni din Corpul de Antrenament al Voluntarilor⁠(d) a dat peste poziția rebelilor și patru au fost uciși înainte de a ajunge la Beggars Bush Barracks⁠(d).
Singurele luptă substanțiale din prima zi a Răscoalei a avut loc la South Dublin Union, unde un pichet al Regimentului Regal Irlandez⁠(d) s-a întâlnit cu un avanpost al forței lui Éamonn Ceannt în colțul de nord-vest al lui South Dublin Union. După ce au suferit câteva pierderi, trupele britanice au reușit să se regrupeze și să lanseze mai multe atacuri asupra poziției, după care au pătruns înăuntru în forță, iar mica forță rebelă din colibele de tablă de la capătul de est al lui Union s-a predat. Cu toate acestea, complexul Union, în ansamblu, a rămas în mâinile rebelilor. O asistentă în uniformă, Margaret Keogh, a fost împușcată de soldații britanici la Union. Se crede că ea a fost primul civil ucis în Răscoală.
Trei polițiști metropolitani neînarmați au fost împușcați în prima zi a Răscoalei, iar comisarul lor i-a scos de pe străzi. Parțial ca urmare a retragerii poliției, un val de jafuri a izbucnit în centrul orașului, în special în zona O'Connell Street (încă numită oficial „Sackville Street” la acea vreme).

### Marți și miercuri
Lordul Wimborne, lordul locotenent, a declarat legea marțială marți seara și a predat puterea civilă generalului de brigadă William Lowe⁠(d). Forțele britanice și-au investit la început eforturile în asigurarea drumurilor spre Castelul Dublin și în izolarea cartierului general al rebelilor, despre care credeau că se află în Liberty Hall. Comandantul britanic, Lowe, a lucrat încet, nesigur de dimensiunea forței cu care se confrunta și având doar 1.269 de soldați în oraș când a sosit din Curragh Camp⁠(d) la primele ore ale zilei de marți, 25 aprilie. Primăria a fost cucerită de la unitatea rebelă care atacase castelul Dublin marți dimineață.
La primele ore ale zilei de marți, 120 de soldați britanici, înarmați cu mitraliere, au ocupat două clădiri cu vedere la peluza St Stephen's: hotelul Shelbourne și United Services Club. În zori, ei au deschis focul asupra Armatei Cetățenești care ocupa peluza. Rebelii au răspuns cu foc, dar au fost obligați să se retragă în clădirea Royal College of Surgeons⁠(d). Ei au rămas acolo tot restul săptămânii, făcând schimburi de focuri cu forțele britanice.
Marți după-amiaza, au izbucnit lupte de-a lungul marginii de nord a centrului orașului. În nord-est, trupele britanice au părăsit gara din Amiens Street într-un tren blindat, pentru a asigura și repara o porțiune de șine avariată. Ei au fost atacați de rebeli care luaseră poziție pe podul Annesley⁠(d). După o luptă de două ore, britanicii au fost obligați să se retragă și mai mulți soldați au fost capturați. La Phibsborough⁠(d), în nord-vest, rebelii ocupaseră clădiri și ridicaseră baricade la intersecțiile de pe North Circular Road⁠(d). Britanicii au chemat artileria de câmp de 18 livre⁠(d) de la Athlone și au bombardat pozițiile rebele, distrugând baricadele. După o luptă aprigă, rebelii s-au retras.
În acea după-amiază, Pearse a ieșit pe O'Connell Street cu o mică escortă și s-a oprit în fața Stâlpului lui Nelson. S-a adunat o mulțime mare, iar Pearse a citit un „manifest pentru cetățenii din Dublin”, în care le-a cerut să sprijine Răscoala.
Rebelii nu au reușit să ocupe niciuna dintre cele două gări principale din Dublin și niciunul dintre porturile sale, Dublin Port⁠(d) și Kingstown⁠(d). Drept urmare, în cursul săptămânii următoare, britanicii au putut aduce mii de oameni ca întărire din Marea Britanie și din garnizoanele lor de la Curragh și Belfast. Până la sfârșitul săptămânii, forțele britanice ajunseseră la peste 16.000 de oameni. Puterea lor de foc era asigurată de artileria de câmp pe care au poziționat-o în partea de nord a orașului, la Phibsborough și la Trinity College, precum și de nava de patrulare Helga⁠(d), care a navigat pe Liffey, după ce a fost chemată din port la Kingstown. Miercuri, 26 aprilie, tunurile de la Trinity College și Helga au bombardat Liberty Hall, iar tunurile de la Trinity College au început apoi să tragă în pozițiile rebelilor, mai întâi la Boland's Mill și apoi pe O'Connell Street. Unii comandanți rebeli, în special James Connolly, nu credeau că britanicii vor bombarda „al doilea oraș⁠(d)” al Imperiului Britanic.

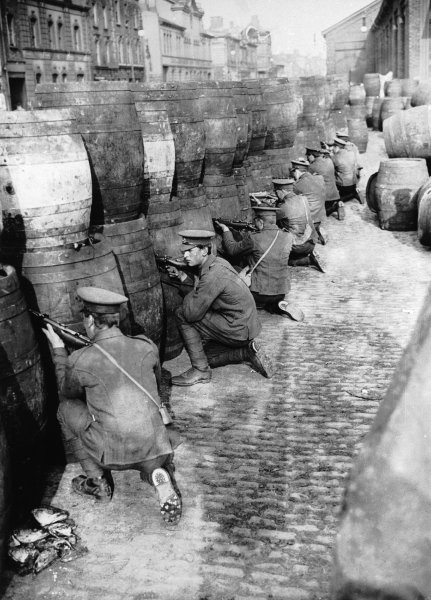
Soldații britanici în poziție în spatele unor butoaie stivuite în timpul Răscoalei de la Dublin

Principalele poziții rebele de la GPO, Four Courts, Jacob's Factory și Boland's Mill au avut parte de foarte puțină acțiune. Britanicii nu i-au luat direct cu asalt, ci i-au înconjurat și bombardat. Un voluntar din GPO și-a amintit că „practic nu am tras niciun foc de armă, fiindcă nu exista vreo țintă”. Totuși, acolo unde rebelii dominau rutele prin care britanicii încercau să canalizeze întăriri în oraș, au existat lupte aprige.
La 17:25 Voluntarii Eamon Martin⁠(d), Garry Holohan, Robert Beggs, Sean Cody, Dinny O'Callaghan, Charles Shelley, Peadar Breslin și alți cinci au încercat să ocupe gara Broadstone de pe Church Street, atacul nu a reușit și Martin a fost rănit.
Miercuri dimineață, sute de soldați britanici au încercuit Institutul Mendicity, care era ocupat de 26 de voluntari în frunte cu Seán Heuston. Trupele britanice au înaintat spre clădire, sprijinite de lunetiști și foc de mitralieră, dar voluntarii au opus o rezistență puternică. În cele din urmă, trupele s-au apropiat suficient pentru a arunca grenade în clădire, unele dintre ele fiind aruncate înapoi de rebeli. Epuizați și aproape fără muniție, oamenii lui Heuston au devenit prima poziție rebelă care s-a predat. Heuston primise ordin să-și mențină poziția timp de câteva ore, pentru a-i întârzia pe britanici, dar a rezistat timp de trei zile.
Din Marea Britanie, la Dublin au fost trimise întăriri, care au debarcat la Kingstown în dimineața zilei de miercuri, 26 aprilie. Lupte grele au avut loc la pozițiile deținute de rebeli în jurul Marelui Canal⁠(d), pe măsură ce aceste trupe înaintau spre Dublin. Peste 1.000 de Sherwood Foresters⁠(d) au fost prinși în mod repetat în foc încrucișat, încercând să traverseze canalul de pe Mount Street Bridge. Șaptesprezece voluntari au reușit să perturbe în mod serios avansul britanicilor, ucigând sau rănind 240 de oameni. În ciuda faptului că în apropiere există rute alternative peste canal, generalul Lowe a ordonat atacuri frontale repetate asupra poziției de pe Mount Street. Britanicii au cucerit în cele din urmă poziția, care nu fusese întărită de garnizoana rebelă din apropiere de la Boland's Mills, joi, dar luptele de acolo au provocat britanicilor până la două treimi din pierderile suferite de ei în întreaga săptămână, cu un cost de doar patru  voluntari morți. Britanicilor le luase aproape nouă ore să înainteze cu 300 yarzi (270 m).
Miercuri, Linenhall Barracks⁠(d) de pe Constitution Hill a fost incendiat la ordinele comandantului Edward Daly pentru a preveni reocuparea acesteia de către britanici.

### De joi până sâmbătă
Poziția rebelilor de la South Dublin Union (locul actual al Spitalului St. James⁠(d)) și din Marrowbone Lane, mai la vest de-a lungul canalului, a provocat și ea pierderi grele trupelor britanice. South Dublin Union era un complex mare de clădiri și au existat lupte aprige în jurul și în interiorul clădirilor. Cathal Brugha⁠(d), un ofițer rebel, s-a remarcat în această acțiune și a fost grav rănit. Până la sfârșitul săptămânii, britanicii luaseră unele dintre clădirile din Union, dar altele au rămas în mâinile rebelilor. Trupele britanice au suferit și ele pierderi în atacurile frontale nereușite la Distileria Marrowbone Lane.

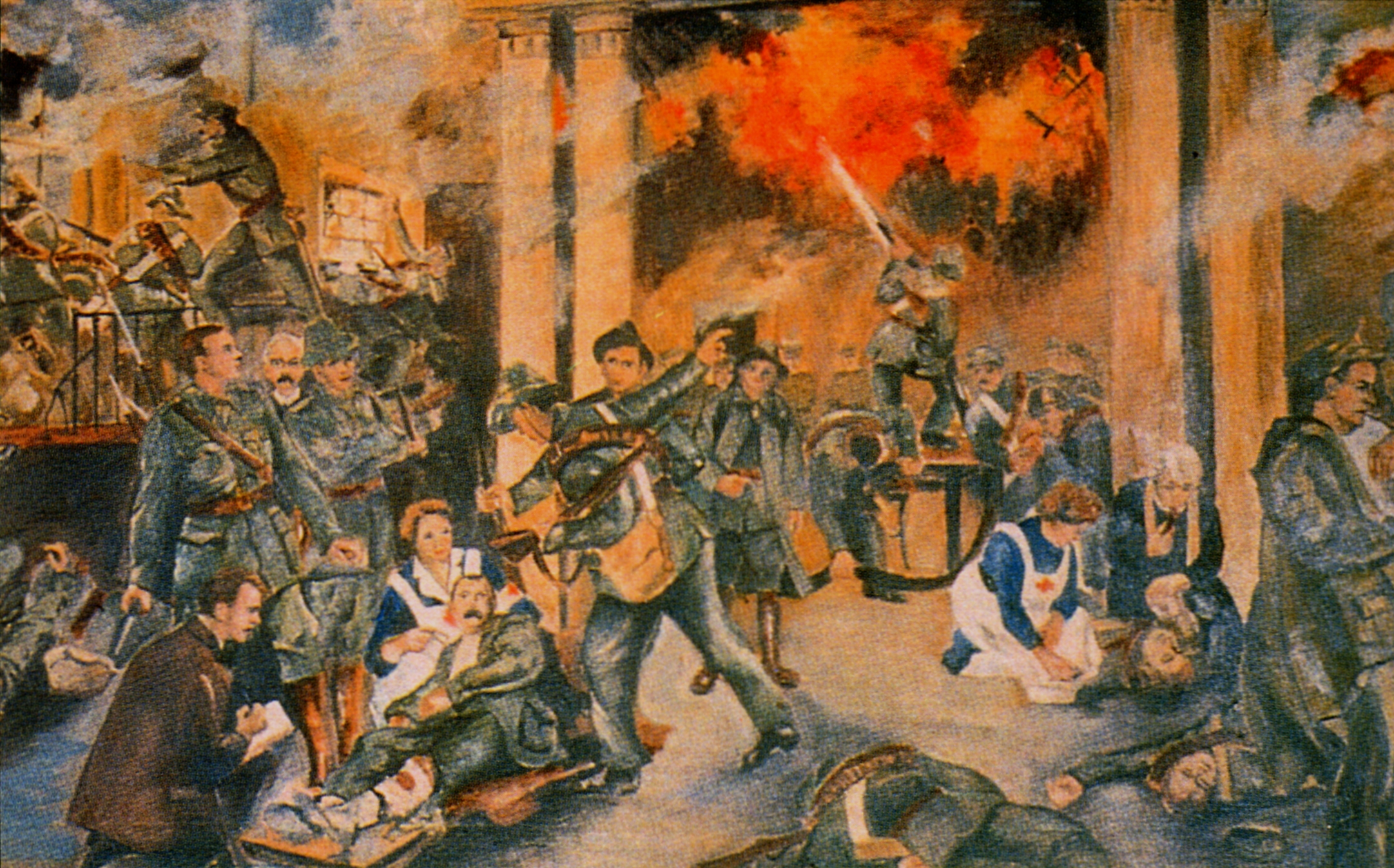
Nașterea Republicii Irlandeze de Walter Paget, înfățișând GPO în timpul bombardamentului

A treia scenă majoră de luptă în timpul săptămânii a fost în zona North King Street, la nord de Four Courts. Rebelii și-au creat avanposturi puternice în zonă, ocupând numeroase clădiri mici și baricadând străzile. De joi până sâmbătă, britanicii au făcut încercări repetate de a captura zona, în ceea ce a fost una dintre cele mai înverșunate lupte ale Revoltei. Pe măsură ce trupele pătrundeau, rebelii deschideau continuu focul de la ferestre și din spatele hornurilor și baricadelor. La un moment dat, un pluton condus de maiorul Sheppard a efectuat o șarjă la baionetă asupra uneia dintre baricade, dar a fost doborât de focul rebelilor. Britanicii au folosit mitraliere și au încercat să evite focul direct folosind camioane blindate improvizate⁠(d) și găurind pereții interiori ai caselor terasate pentru a se apropia de pozițiile rebelilor. Până sâmbătă, când cartierul general al rebelilor a capitulat, Regimentul South Staffordshire⁠(d) aflat sub comanda colonelului Taylor, înaintase doar 140 m cu un cost de 11 morți și 28 de răniți. Trupele furioase au pătruns în casele de-a lungul străzii și au împușcat sau au înjunghiat cu baioneta cincisprezece civili bărbați neînarmați pe care i-au acuzat că sunt luptători rebeli.
În alte părți, la Portobello Barracks⁠(d), un ofițer pe nume Bowen Colthurst a executat sumar⁠(d) șase civili, inclusiv pe activistul naționalist pacifist, Francis Sheehy-Skeffington⁠(d). Aceste cazuri în care trupele britanice ucideau civili irlandezi aveau să fie mai târziu foarte controversate în Irlanda.

### Capitularea

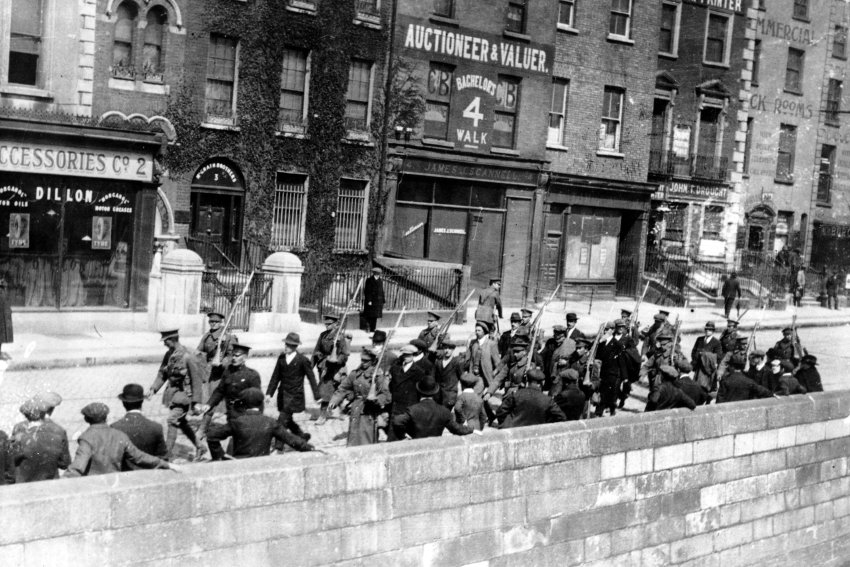
Soldații britanici mărșăluiesc prizonierii rebeli după capitulare

Garnizoana cartierului general de la Poșta Generală (GPO) a fost forțată să evacueze după mai multe zile de bombardamente când un incendiu provocat de obuze s-a extins și în clădirea Poștă. Connolly fusese rănit de un glonț la gleznă și lăsase comanda în mâinile lui Pearse. O'Rahilly a fost ucis într-o tentativă de ieșire din Poștă. Rebelii au găurit pereții clădirilor învecinate pentru a putea evacua Poșta fără a se trage asupra lor și au ocupat o nouă poziție în strada Moore⁠(d) nr. 16. Tânărului Seán McLoughlin i s-a dat comanda militară și el a pus la cale o spargere a asediului, dar Pearse și-a dat seama că acest plan va duce la pierderea de și mai multe vieți ale civililor.
Sâmbătă, 29 aprilie, de la acest nou cartier general, Pearse a emis un ordin ca toate companiile să se predea. Pearse a capitulat necondiționat în fața generalului de brigadă Lowe. Documentul de capitulare spunea:
Pentru a preîntâmpina continuarea uciderii cetățenilor din Dublin, și în speranța salvării vieții adepților noștri acum înconjurați și depășiți numeric, membrii Guvernului Provizoriu prezenți în cartierul general au acceptat o capitulare necondiționată, iar comandanții diferitelor districte ale Orașului și Comitatului vor ordona trupelor de sub comanda lor să depună armele.
Celelalte posturi s-au predat numai după ce ordinul de capitulare al lui Pearse, transmis de asistenta medicală Elizabeth O'Farrell⁠(d), a ajuns la ei. Prin urmare, luptele sporadice au continuat până duminică, când vestea despre capitulare a ajuns și la celelalte garnizoane rebele. Comanda forțelor britanice a trecut de la Lowe la generalul John Maxwell, care a sosit la Dublin tocmai la timp pentru a prelua documentele de capitulare. Maxwell a fost numit guvernator militar temporar al Irlandei.

## Revolta în afara Dublinului
Unitățile de voluntari irlandezi s-au mobilizat în Duminica Paștelui în mai multe locuri din afara Dublinului, dar din cauza ordinului de contramandare al lui Eoin MacNeill, cei mai mulți dintre ei s-au întors acasă fără să lupte. În plus, din cauza interceptării armelor germane de la bordul lui Aud, unitățile provinciale de voluntari erau foarte slab înarmate.
În sud, în jur de 1.200 de voluntari comandați de Tomás Mac Curtain s-au adunat duminică la Cork, dar s-au dispersat miercuri după ce au primit nouă ordine contradictorii de la conducerea Voluntarilor din Dublin. La sediul lor din Sheares Street, unii dintre voluntari s-au angajat într-o confruntare cu forțele britanice. Spre mânia multor voluntari și sub presiunea clerului catolic, MacCurtain a acceptat să predea britanicilor armele oamenilor săi. Singurul act de violență din Cork a avut loc atunci când RIC a încercat să atace casa familiei Kent⁠(d). Frații Kent, care erau voluntari, s-au angajat într-o luptă de trei ore cu RIC. Un ofițer RIC și unul dintre frați au fost uciși, în timp ce un alt frate a fost ulterior executat.
În nord, companiile de voluntari au fost mobilizate în comitatul Tyrone la Coalisland⁠(d) (inclusiv 132 de oameni din Belfast în frunte cu președintele IRB Dennis McCullough⁠(d)) și Carrickmore⁠(d), sub conducerea lui Patrick McCartan⁠(d). Ei s-au mobilizat, de asemenea, la Creeslough⁠(d), comitatul Donegal, sub conducerea lui Daniel Kelly și James McNulty⁠(d). Cu toate acestea, în parte din cauza confuziei cauzate de ordinul de contramandare, voluntarii din aceste locații s-au împrăștiat fără a lupta.

### Fingal
În Fingal⁠(d) (nordul comitatului Dublin), aproximativ 60 de voluntari s-au mobilizat lângă Swords⁠(d). Ei aparțineau Batalionului 5 al Brigăzii Dublin (cunoscut și sub numele de Batalionul Fingal) și erau conduși de Thomas Ashe⁠(d) și comandantul secund al său, Richard Mulcahy. Spre deosebire de rebelii din altă parte, Batalionul Fingal a folosit cu succes tactici de gherilă. Au campat, iar Ashe a împărțit batalionul în patru secțiuni: trei aveau să întreprindă operațiuni, în timp ce a patra era ținută în rezervă, păzind tabăra și căutând hrană. Voluntarii au atacat apoi cazărmile RIC din Swords, Donabate⁠(d) și Garristown⁠(d), forțând RIC să se predea și confiscând toate armele. De asemenea, ei au deteriorat liniile de cale ferată și au tăiat firele telegrafice. Linia de cale ferată de la Blanchardstown⁠(d) a fost aruncată în aer pentru a împiedica trenurile de trupe să ajungă la Dublin. Acest lucru a deraiat un tren de vite, care fusese trimis înaintea trenului de trupe.
Singura ciocnire pe scară largă a Revoltei, în afara orașului Dublin, a fost la Ashbourne, comitatul Meath⁠(d). Vineri, aproximativ 35 de voluntari din Fingal au înconjurat cazarma RIC din Ashbourne și au cerut acesteia să se predea, dar RIC a răspuns cu o salvă de focuri de armă. A urmat un schimb de focuri, iar RIC a capitulat după ce Voluntarii au atacat clădirea cu o grenadă artizanală. Înainte însă ca această capitulare să-și producă efectele, au sosit până la șaizeci de oameni ai RIC într-un convoi, declanșând o luptă armată de cinci ore, în care opt oameni din RIC au fost uciși și 18 răniți. De partea cealaltă, doi voluntari au fost uciși și cinci răniți, și un civil a fost împușcat mortal. Cei de la RIC au capitulat și au fost dezarmați. Ashe i-a lăsat să plece după ce i-a avertizat să nu mai lupte împotriva Republicii Irlandeze. Oamenii lui Ashe au campat la Kilsalaghan, lângă Dublin, până când au primit ordin să capituleze sâmbătă.  Tacticile Batalionului Fingal din timpul Revoltei le-au prefigurat pe cele ale IRA în timpul Războiului de Independență care a urmat.
Contingentele de voluntari s-au mobilizat și în apropiere, în comitatele Meath și Louth, dar s-au dovedit incapabile să facă jonctiunea cu unitatea North Dublin până după ce aceasta s-a predat. În comitatul Louth, voluntarii au împușcat un om al RIC în apropiere de satul Castlebellingham⁠(d) pe 24 aprilie, într-un incident în care 15 oameni ai RIC au fost luați prizonieri.

### Enniscorthy

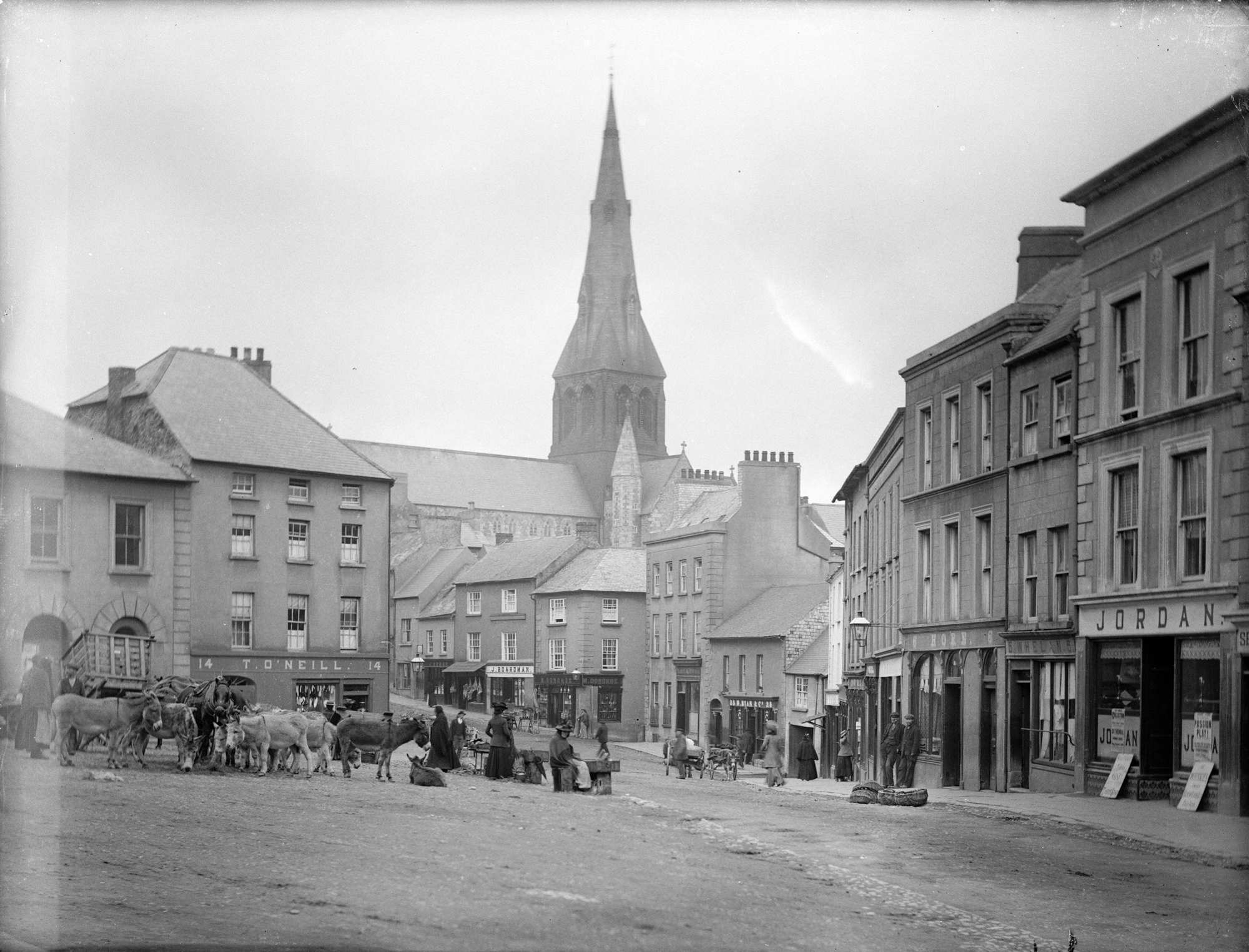
în anii 1890

În comitatul Wexford, 100–200 de voluntari — în frunte cu Robert Brennan⁠(d), Séamus Doyle⁠(d) și Seán Etchingham⁠(d) — au ocupat orașul Enniscorthy⁠(d) joi, 27 aprilie până duminică. Ofițerul voluntar Paul Galligan a mersese 200 km pe bicicletă de la cartierul general al rebelilor din Dublin cu ordin de mobilizare. Ei au blocat toate drumurile din oraș și au efectuat un scurt atac asupra cazărmii RIC, dar au ales să o asedieze în loc să încerce să o captureze. Ei au arborat tricolorul peste clădirea Ateneului, în care își stabiliseră sediul, și au defilat în uniformă pe străzi. Ei au ocupat și Vinegar Hill, unde Irlandezii Uniți⁠(d) încercaseră o ultimă rezistență⁠(d) la rebeliunea din 1798. Publicul i-a susținut în mare măsură pe rebeli și mulți localinici s-au oferit să li se alăture.
Până sâmbătă, circa 1.000 de rebeli erau mobilizați și un detașament a fost trimis să ocupe satul Ferns din apropiere.  În Wexford, britanicii au adunat o coloană de 1.000 de soldați (inclusiv Connaught Rangers⁠(d)), două tunuri de câmp⁠(d) și un tun naval de 4,7 țoli⁠(d) pe un tren blindat improvizat. Duminică, britanicii au trimis curieri la Enniscorthy, informând rebelii despre ordinul de capitulare al lui Pearse. Voluntarii erau însă sceptici. Doi dintre ei au fost escortați de britanici la închisoarea Arbor Hill⁠(d), unde Pearse a confirmat ordinul de capitulare.

### Galway
În comitatul Galway, 600–700 de voluntari s-au mobilizat marți sub conducerea lui Liam Mellows⁠(d). Planul său era să „țină în loc garnizoana britanică și să-i deturneze pe britanici de la concentrarea asupra Dublinului”. Cu toate acestea, oamenii săi erau prost înarmați, cu doar 25 de puști, 60 de revolvere, 300 de puști și niște grenade de casă – mulți dintre ei aveau doar lănci. Cea mai mare parte a acțiunii a avut loc într-o zonă rurală la est de orașul Galway. Ei au efectuat câteva atacuri nereușite asupra cazărmii RIC de la Clarinbridge⁠(d) și Oranmore⁠(d), au capturat mai mulți ofițeri și au bombardat un pod și o linie de cale ferată, înainte de a lua poziții lângă Athenry. A existat și o mică ciocnire între rebeli și o patrulă mobilă RIC la răscrucea Carnmore⁠(d). Un polițist, Patrick Whelan, a fost împușcat mortal după ce le-a strigat rebelilor: „Predați-vă, băieți, vă cunosc pe toți”.
Miercuri, HMS Laburnum⁠(en)[traduceți] a ajuns în Golful Galway⁠(d) și a bombardat zona rurală de la marginea de nord-est a orașului Galway. Rebelii s-au retras la sud-est la Moyode, o conac cu moșie abandonat. De aici au înființat posturi de observație și au trimis grupuri de cercetași. Vineri, HMS Gloucester⁠(en)[traduceți] a debarcat 200 de Royal Marines⁠(d) și a început să bombardeze zona rurală din apropierea poziției rebele. Rebelii s-au retras mai la sud la Limepark, un alt conac abandonat. Considerând că situația este fără speranță, ei s-au risipit sâmbătă dimineața. Mulți au plecat acasă și au fost arestați după Revoltă, în timp ce alții, inclusiv Mellows, au fugit. În momentul în care întăririle britanice au ajuns în vest, Revolta de acolo se dezintegrase deja.

### Limerick și Clare
În comitatul Limerick, 300 de Voluntari Irlandezi s-au adunat la Castelul Glenquin⁠(d), lângă Killeedy⁠(d), dar nu au întreprins nicio acțiune militară.
În comitatul Clare, Michael Brennan⁠(d) a mărșăluit cu 100 de voluntari (de la Meelick, Oatfield și Cratloe) pe râul Shannon, a doua zi de Paște, pentru a aștepta ordine de la liderii Revoltei din Dublin și arme de la transportul așteptat de la Casement. Niciunul nu a sosit și nu s-a efectuat nicio acțiune.

## Victime
Revolta de Paște a avut ca rezultat cel puțin 485 de morți, potrivit Glasnevin Trust. Dintre cei uciși:
- 260 (aproximativ 54%) erau civili
- 126 (aproximativ 26%) erau militari britanici (120 de personal militar britanic, 5 membri ai Corpului de Pregătire a Voluntarilor⁠(d) și un soldat canadian)
  - 35 - Regimentele irlandeze: -
    - 11 – Royal Dublin Fusiliers
    - 10 – Royal Irish Rifles
    - 9 – Regimentul Regal Irlandez
    - 2 – Royal Inniskilling Fusiliers
    - 2 – Royal Irish Fusiliers
    - 1 – Regimentul Leinster

  - 74 - Regimente britanice:-
    - 29 – Sherwood Foresters
    - 15 – South Staffordshire
    - 2 – North Staffordshire
    - 1 – Artileria Regală de Câmp
    - 4 – Geniștii Regali
    - 5 – Army Service Corps
    - 10 – Lancers
    - 7 – 8 Husari
    - 2 – 2nd King Edwards Horse
    - 3 – Yeomanry

  - 1 – Royal Navy
- 82 (aproximativ 16%) erau forțe rebele irlandeze (64 Voluntari Irlandezi, 15 din Armata Cetățenească Irlandeză și 3 din Fianna Éireann⁠(d))
- 17 (aproximativ 4%) erau polițiști[129]
  - 14 – Royal Irish Constabulary
  - 3 – Poliția Metropolitană din Dublin

Peste 2.600 au fost răniți; inclusiv cel puțin 2.200 de civili și rebeli, cel puțin 370 de soldați britanici și 29 de polițiști. Toate cele 16 victime din rândul poliției și 22 dintre soldații britanici uciși erau irlandezi. Aproximativ 40 dintre cei uciși erau copii (sub 17 ani), dintre care patru erau membri ai forțelor rebele.
Numărul victimelor a crescut constant zi de zi, de la 55 de morți luni la 78 de morți sâmbătă. Armata britanică a suferit cele mai mari pierderi în bătălia de la Mount Street Bridge miercuri, când cel puțin 30 de soldați au fost uciși. Și rebelii au suferit cele mai mari pierderi tot în acea zi. RIC a suferit cele mai multe pierderi în bătălia de la Ashbourne, vineri.
Majoritatea victimelor, atât morții cât și răniții, au fost civili. Majoritatea victimelor civile și majoritatea victimelor în general au fost cauzate de armata britanică. Acest lucru s-a datorat faptului că britanicii au folosit artileria, obuzele incendiare⁠(d) și mitralierele grele⁠(d) în zonele urbane, precum și „incapacității lor de a discerne rebelii de civili”. Un ofițer al Regimentului Regal Irlandez și-a amintit că „îi considerau inamici, nu nerezonabil, pe toți cei pe care îi vedeau, și trăgeau în orice mișca”. Mulți alți civili au fost uciși când au fost prinși în focul încrucișat. Ambele părți, britanicii și rebelii, au împușcat și civili în mod deliberat uneori; pentru nerespectarea ordinelor (cum ar fi oprirea la punctele de control), pentru agresiune sau încercare de a-i împiedica și pentru jaf. Au existat, de asemenea, cazuri în care trupele britanice au ucis civili neînarmați din răzbunare sau frustrare: în special în North King Street Massacre, unde cincisprezece persoane au fost ucise, și la Portobello Barracks, unde șase oameni au fost împușcați. Mai mult, au avut loc incidente de Friendly fire. Pe 29 aprilie, Royal Dublin Fusiliers, sub comanda sergentului de intendență al companiei, Robert Flood, a împușcat doi ofițeri britanici și doi angajați civili irlandezi ai fabricii de bere Guinness,⁠(d) după ce a crezut că sunt rebeli. Flood a fost judecat pentru crimă, dar a fost achitat.
Potrivit istoricului Fearghal McGarry⁠(d), rebelii au încercat să evite vărsarea de sânge inutilă. Desmond Ryan⁠(d) afirma că voluntarilor li s-a spus că „nu trebuie să se tragă decât la ordin sau pentru a respinge un atac”. În afară de ciocnirea de la Ashbourne, polițiștii și soldații neînarmați nu au fost vizați în mod sistematic, iar unui grup mare de polițiști i s-a permis să stea la Nelson's Pillar toată ziua de luni. McGarry scrie că Armata Cetățenească Irlandeză „a fost mai nemiloasă decât Voluntarii când a venit  vorba de împușcarea polițiștilor” și pune acest lucru pe seama „grelei moștenirii” a lockoutului de la Dublin.
Marea majoritate a victimelor irlandeze au fost îngropate în cimitirul Glasnevin în urma luptelor. Familiile britanicilor au venit la Castelul Dublin în mai 1916 pentru a recupera cadavrele soldaților britanici și au fost aranjate înmormântări. Soldații ale căror cadavre nu au fost revendicate au primit funeralii militare în cimitirul militar Grangegorman⁠(d).

## Urmări

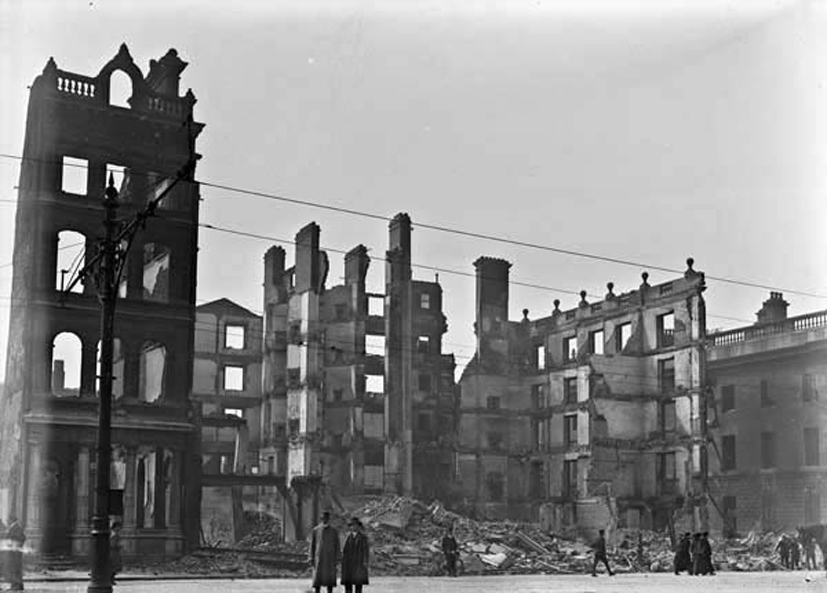
Ruinele Hotelului Metropole de pe strada Sackville, lângă GPO

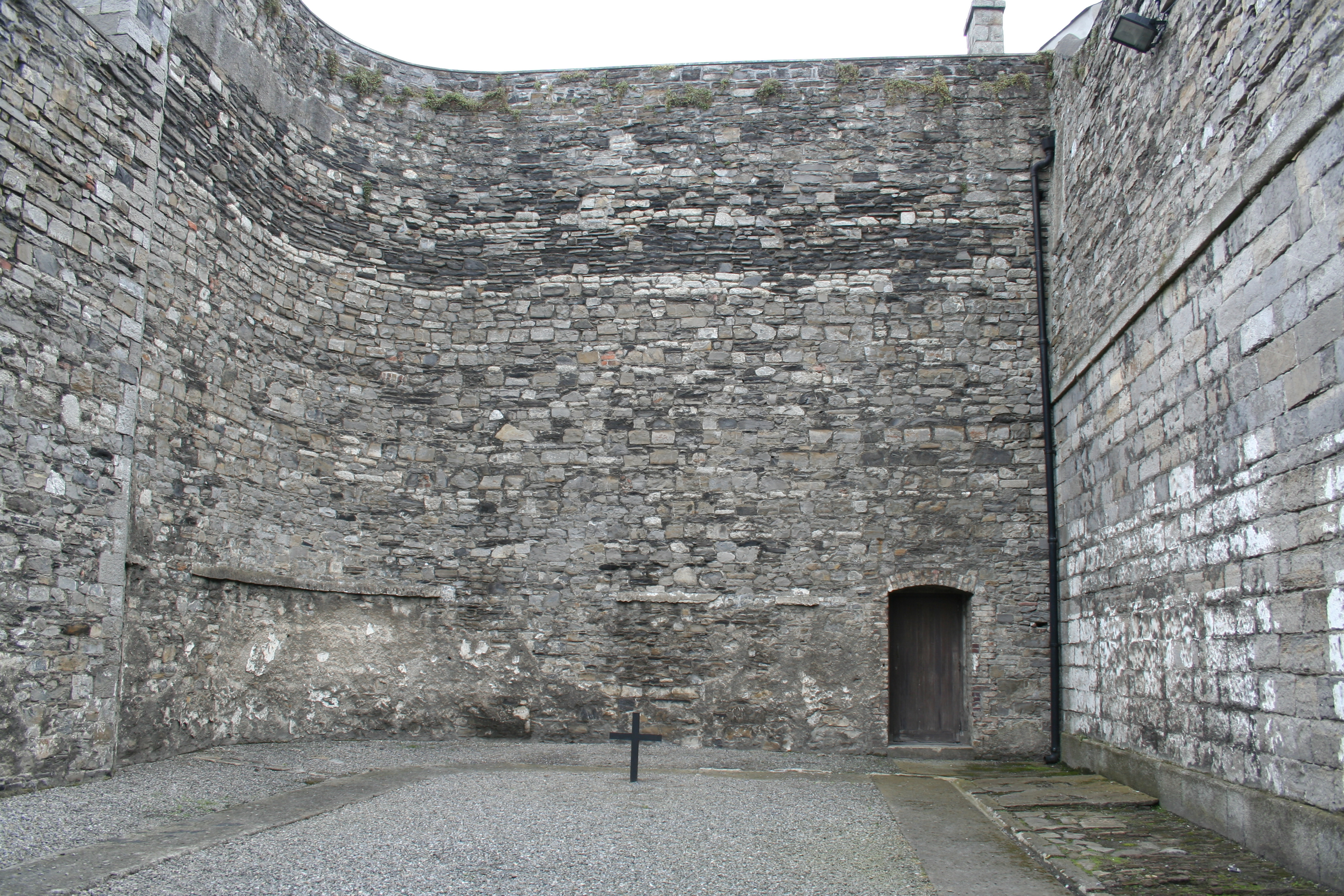
Locul de la închisoarea Kilmainham unde au fost executați majoritatea liderilor

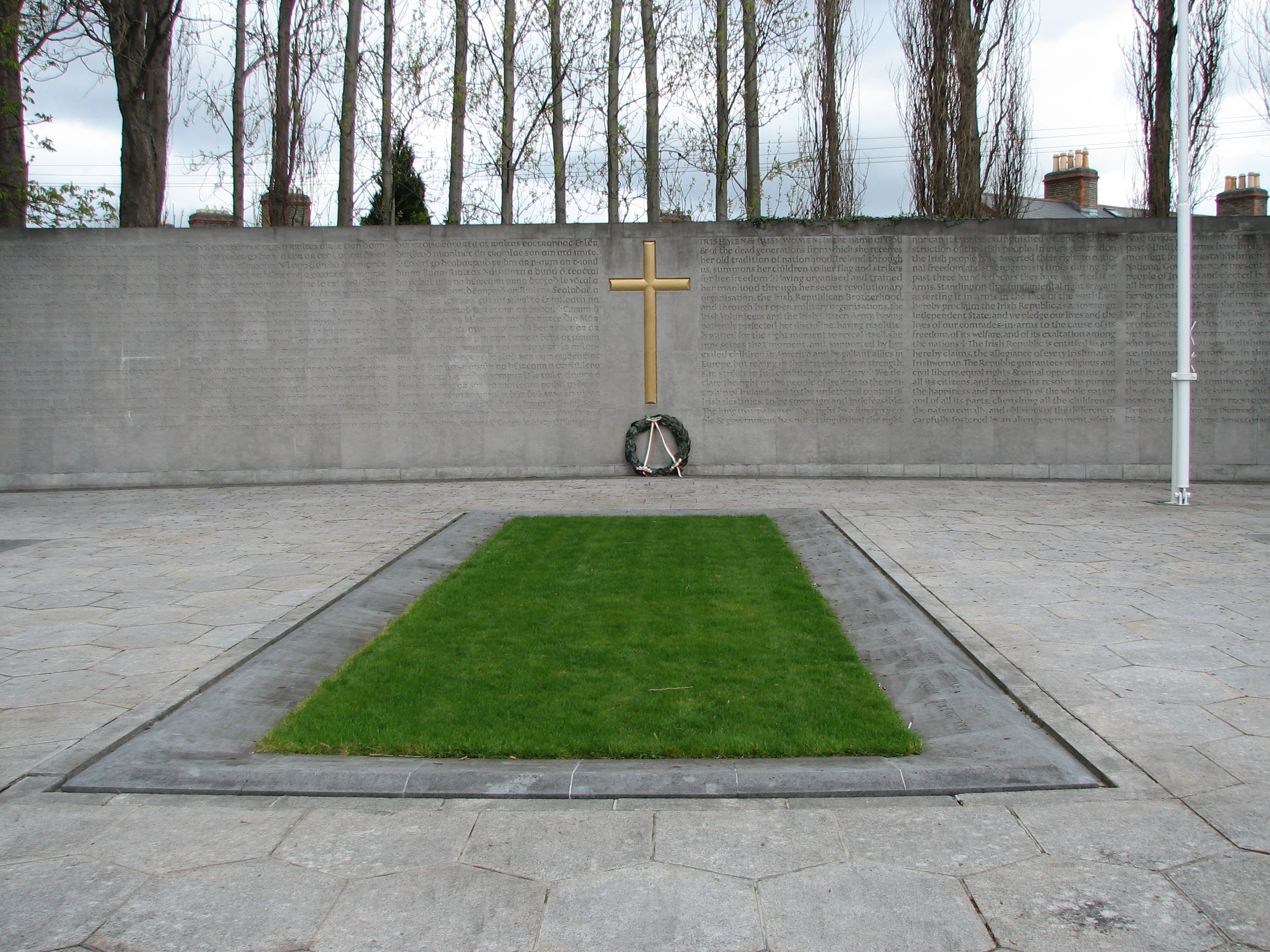
Locul de înmormântare al liderilor Revoltei, în curtea veche a închisorii. Proclamația din 1916 este înscrisă pe perete atât în irlandeză, cât și în engleză

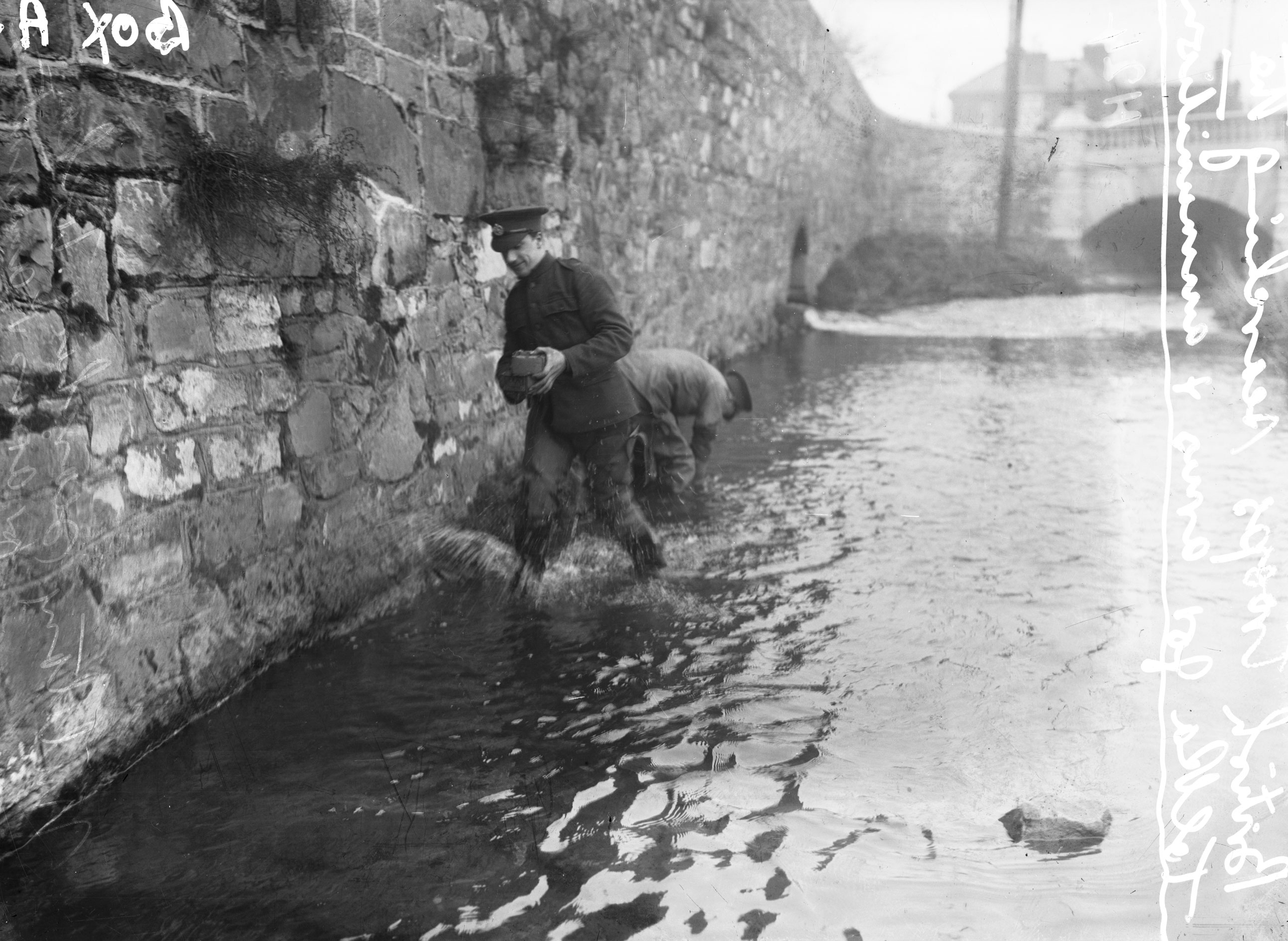
Soldații britanici cautând în din Dublin arme și muniții, după Revolta de Paște, mai 1916

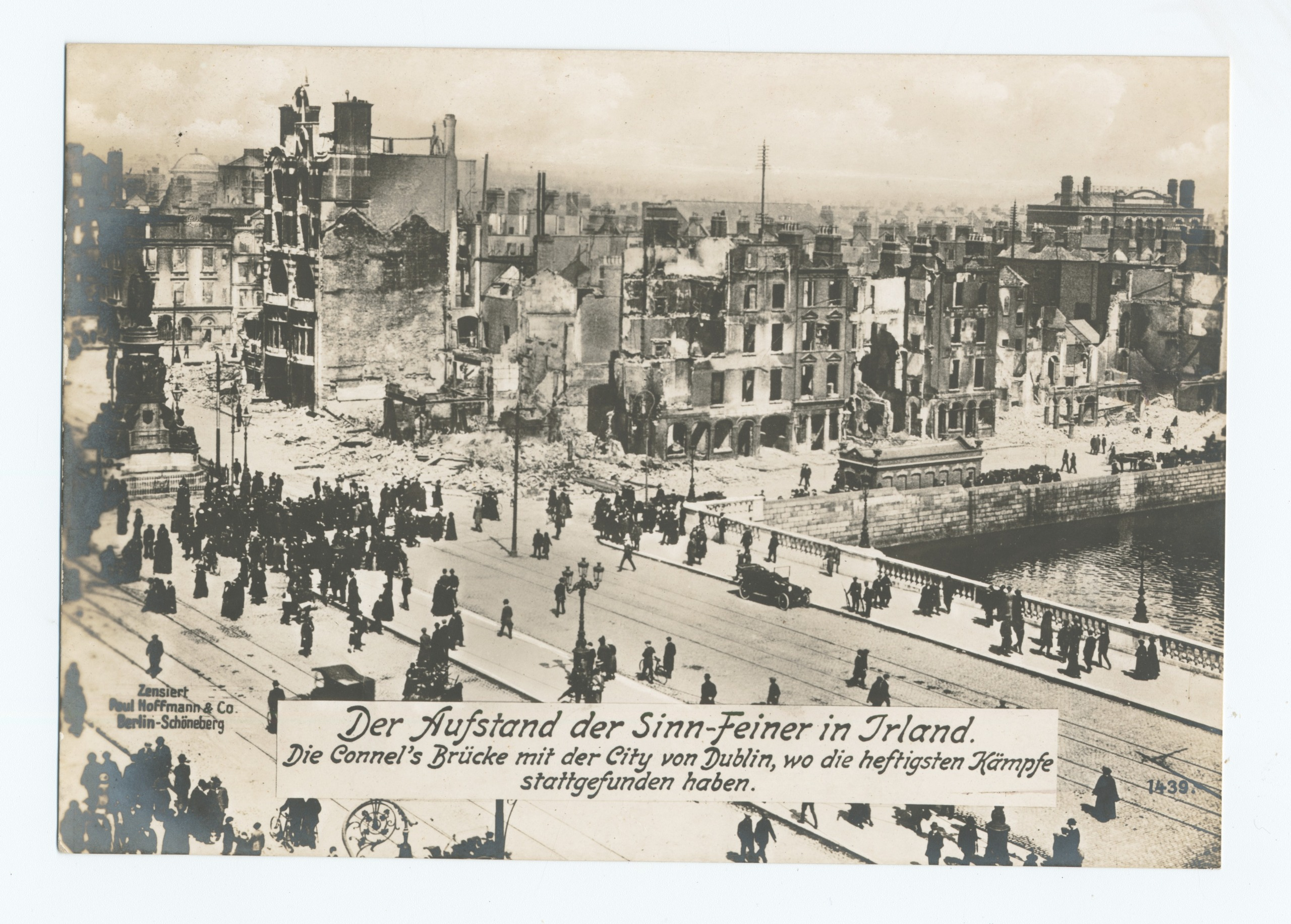
Vedere a podului O'Connell, 1916, pe o carte poștală germană. Legenda spune: Revolta Sinn Feinerilor din Irlanda. Podul O'Connell cu orașul Dublin, unde au avut loc cele mai aprige ciocniri.

### Arestări și execuții
Generalul Maxwell⁠(d) și-a semnalat rapid intenția de „a-i aresta pe toți Sinn Feinerii periculoși”, inclusiv „pe cei care au luat parte activ la mișcare, deși nu la actuala rebeliune”, reflectând credința populară că Sinn Féin, o organizație separatistă care nu era nici militantă, nici republicană, ar fi fost în spatele Revoltei.
Au fost arestați în total 3.430 de bărbați și 79 de femei, inclusiv 425 de persoane pentru furturi. Pe 2 mai a început o serie de curți marțiale, în care 187 de persoane au fost judecate, majoritatea la Richmond Barracks⁠(d). Președintele curților marțiale a fost Charles Blackader⁠(d). Maxwell a luat controversata hotărâre ca curțile marțiale să se desfășoare în secret și fără drept de apărare, lucru pe care ofițerii legii Coroanei au considerat mai târziu că ar fi fost ilegal. Unii dintre cei care au condus procesele comandaseră trupele britanice implicate în suprimarea Revoltei, conflict de interese pe care Manualul Militar îl interzicea. Doar una dintre persoanele judecate de curțile marțiale a fost o femeie, Constance Markievicz, care a fost și singura femeie care a fost ținută în izolare. Nouăzeci de oameni au fost condamnați la moarte. În cazul a cincisprezece dintre aceștia (inclusiv toți cei șapte semnatari ai Proclamației), Maxwell a confirmat sentințele, iar paisprezece au fost împușcați de plutonul de execuție la închisoarea Kilmainham între 3 și 12 mai. Printre ei se număra și Connolly, rănit grav, care a fost împușcat în timp ce era legat de un scaun din cauza gleznei rupte. Maxwell a declarat că numai „liderii” și cei dovediți că au comis „crime cu sânge rece” vor fi executați. Dovezile prezentate la procese au fost însă slabe, iar unii dintre cei executați nu erau lideri și nu au ucis pe nimeni: Willie Pearse⁠(d) s-a descris pe sine drept „un atașat personal al fratelui meu, Patrick Pearse”; John MacBride⁠(d) nici măcar nu știa de Revoltă până când nu a început, dar luptase împotriva britanicilor în Războiul Burilor cu cincisprezece ani înainte; Thomas Kent⁠(d) nici măcar nu ieșise din casă – a fost executat pentru uciderea unui ofițer de poliție în timpul raidului asupra casei sale, în săptămâna de după Revoltă. Cel mai proeminent lider care a scăpat de execuție a fost Éamon de Valera, comandantul Batalionului 3, care a reușit aceasta parțial din cauza faptului că era născut în SUA și cetățean american.
Majoritatea execuțiilor au avut loc pe o perioadă de zece zile:
- 3 mai: Patrick Pearse, Thomas MacDonagh⁠(d) și Thomas Clarke⁠(d)
- 4 mai: Joseph Plunkett⁠(d), William Pearse⁠(d), Edward Daly⁠(d) și Michael O'Hanrahan⁠(d)
- 5 mai: John MacBride⁠(d)
- 8 mai: Éamonn Ceannt⁠(d), Michael Mallin⁠(d), Seán Heuston⁠(d) și Con Colbert
- 12 mai: James Connolly⁠(d) și Seán Mac Diarmada

Pe măsură ce execuțiile continuau, publicul irlandez a devenit din ce în ce mai ostil față de britanici și de partea rebelilor. După primele trei execuții, John Redmond⁠(d), liderul Partidului Parlamentar Irlandez, moderat, a declarat în Parlamentul britanic că Revolta „din fericire, pare că s-a încheiat. A fost tratată cu fermitate, ceea ce nu numai că era corect, dar era datoria Guvernului să se ocupe astfel de ea”. Totuși, el a îndemnat Guvernul „să nu arate duritate sau severitate nejustificate față de marea masă a celor implicați”. Pe măsură ce execuțiile continuau, Redmond l-a rugat pe Asquith să le oprească, avertizând că „dacă au loc mai multe execuții în Irlanda, poziția oricărui partid constituțional va deveni imposibilă”. Liderul Partidului Unionist din Ulster⁠(d), Edward Carson⁠(d), a exprimat opinii similare.   Adjunctul lui Redmond, John Dillon⁠(d), a ținut în parlament un discurs înflăcărat, spunând că „mii de oameni […] care în urmă cu zece zile se opuneau cu înverșunare întregii mișcări Sinn Fein și revoltei, devin acum înfuriați împotriva guvernului din cauza acestor execuții”. El a spus că „nu ucigașii sunt executați, ci insurgenții care au dus o luptă curată, o luptă curajoasă, oricât de greșită”. Dillon a fost fluierat de parlamentari englezi. Însuși guvernul britanic devenise îngrijorat față de reacția la execuții și de modul în care se desfășuraseră curțile marțiale. Asquith l-a avertizat pe Maxwell că „un număr mare de execuții vor […] semăna semințele unor probleme de durată în Irlanda”. După execuția lui Connolly, Maxwell s-a înclinat în fața presiunilor și a comutat celelalte pedepse cu moartea în muncă silnică⁠(d).
Majoritatea persoanelor arestate au fost ulterior eliberate, dar, conform Regulamentului 14B al Legii de Apărare a Teritoriului din 1914,⁠(d) 1.836 de bărbați au fost internați în lagăre de internare și închisori din Anglia și Țara Galilor. Mulți dintre ei, precum Arthur Griffith, nu aveau nimic sau aproape nimic de-a face cu Revolta. Lagăre precum lagărul de internare Frongoch⁠(d) au devenit „Universități ale Revoluției”, unde viitorii lideri, inclusiv Michael Collins, Terence McSwiney⁠(d) și JJ O'Connell⁠(d), au început să pună la cale viitoarele lupte pentru independență.
Casement a fost judecat la Londra pentru înaltă trădare și spânzurat la închisoarea Pentonville⁠(d) pe 3 august.

### Atrocitățile britanicilor
După Rebeliune, au început să apară afirmații privind atrocitățile comise de trupele britanice. Deși nu au primit atâta atenție ca execuțiile, acestea au stârnit indignare în rândul publicului irlandez și au fost discutate de parlamentarii irlandezi în Parlament.
Unul din incidente l-au constituit „uciderile din Portobello”. Marți, 25 aprilie, dublinezul Francis Sheehy-Skeffington, un activist naționalist pacifist, a fost arestat de soldații britanici. Căpitanul John Bowen-Colthurst l-a luat apoi cu un comando britanic ca ostatic și scut uman⁠(d). Pe Rathmines Road, el a oprit un băiat pe nume James Coade, pe care l-a împușcat mortal. Trupele sale au distrus apoi cu grenade o tutungerie și i-au capturat pe jurnaliștii Thomas Dickson și Patrick MacIntyre. În dimineața următoare, Colthurst i-a executat pe Skeffington și pe cei doi jurnaliști cu un pluton de execuție în Barracks Portobello. Cadavrele au fost apoi îngropate acolo. Mai târziu în acea zi, a împușcat un consilier de la Partidul Laburist⁠(d), Richard O'Carroll⁠(d). Când maiorul Sir Francis Vane⁠(d) a aflat despre ucideri, a telefonat superiorilor săi din Castelul Dublin, dar nu a fost luată nicio măsură. Vane l-a informat pe Herbert Kitchener, care i-a spus lui Maxwell să-l aresteze pe Colthurst, dar Maxwell a refuzat. Colthurst a fost în cele din urmă arestat și trimis la curtea marțială în iunie. A fost găsit vinovat de crimă, dar declarat nebun și reținut timp de douăzeci de luni la Broadmoor⁠(d). Presiunile publice și politice au condus la o anchetă publică, care a ajuns la concluzii similare. Maiorul Vane a fost eliberat „din cauza acțiunii sale în cazul uciderii lui Skeffington”.
Celălalt incident a fost „Masacrul de pe strada North King”. În noaptea de 28–29 aprilie, soldații britanici ai Regimentului South Staffordshire, sub conducerea colonelului Henry Taylor, au dat buzna în casele de pe strada North King și au ucis cincisprezece civili bărbați pe care i-au acuzat că sunt rebeli. Soldații au împușcat sau au înjunghiat victimele, apoi le-au îngropat în secret pe unele în pivnițe sau în curțile din spate, după ce le-au jefuit. În acea zone au avut loc unele dintre cele mai aprige lupte ale Revoltei, iar britanicii au suferit pierderi grele pentru câștiguri reduse. Maxwell a încercat să scuze crimele și a susținut că rebelii au fost până la urmă cei responsabili. El a susținut că „rebelii nu purtau uniformă” și că oamenii din strada North King erau simpatizanți ai lor. Maxwell a concluzionat că astfel de incidente „sunt absolut inevitabile într-o situație ca aceasta” și că „în aceste circumstanțe trupele [...] s-au comportat cu cea mai mare reținere”. Un document privat, pregătit pentru prim-ministru, spunea că soldații „aveau ordin să nu ia niciun prizonier”, dar au interpretat acest ordin ca pe o instrucțiune de a împușca pe oricine suspectează că este rebel. Ancheta legistului municipal a constatat că soldații au ucis locuitori „neînarmați și neagresivi”. Curtea militară de anchetă a decis că niciun soldat anume nu poate fi tras la răspundere și nu s-a luat nicio măsură.
Aceste crime și felul cum s-au raportat britanicii la ele au contribuit la influențarea opiniei publice irlandeze împotriva britanicilor.

### Ancheta
A fost înființată o Comisie Regală⁠(d) pentru a investiga cauzele Rebeliunii. Audierile au început la 18 mai sub președinția lordului Hardinge de Penshurst⁠(d). Comisia a audiat depozițiile lui Sir Matthew Nathan, a lui Augustine Birrell, a Lordului Wimborne, a lui Sir Neville Chamberlain⁠(d) (Inspectorul general al Royal Irish Constabulary⁠(d)), a generalului Lovick Friend⁠(d), a maiorului Ivor Price de la Informațiile Militare și alții. Raportul, publicat pe 26 iunie, era critic la adresa administrației de la Dublin, spunând că „Irlanda a fost administrată de câțiva ani pe principiul că este mai sigur și mai oportun ca legea să nu mai fie neapărat aplicată dacă astfel se poate evita vreo coliziune cu vreo facțiune a poporului irlandez.” Birrell și Nathan și-au dat demisia imediat după Rebeliune. Wimborne a rezistat presiunii de a demisiona, dar a fost rechemat la Londra de Asquith. El fost numit din nou în funcție în iulie 1916. Chamberlain a demisionat și el.

### Reacția publicului din Dublin
La început, mulți dublinezi au fost uluiți de izbucnirea Rebeliunii. James Stephens⁠(d), care a fost la Dublin în timpul acelei săptămâni, gândea că „niciunul dintre acești oameni nu era pregătit pentru insurecție, care fusese aruncată asupra lor atât de brusc încât nu știau cui să țină partea.”
Exista o mare ostilitate față de Voluntari în unele părți ale orașului. Istoricul Keith Jeffery⁠(d) a remarcat că cea mai mare parte a opoziției față de aceștia venea de la oameni ale căror rude se aflau în armata britanică și care depindeau de soldele acestora. Cele mai evident ostile față de Voluntari erau „femeile despărțite” (cărora li se spunea așa pentru primiseră „bani de despărțire” de la guvernul britanic), ai căror soți și fii luptau în armata britanică în Primul Război Mondial. A existat și ostilitate din partea unioniștilor. Susținătorii Partidului Parlamentar Irlandez au simțit și ei că rebeliunea este o trădare la adresa partidului lor. Când ocupau poziții în South Dublin Union și la Jacob's factory, rebelii s-au implicat în confruntări fizice cu civili care încercau să dărâme baricadele rebelilor și să-i împiedice să cucerească clădirile. Voluntarii au împușcat și au bătut o serie de civili care i-au atacat sau au încercat să le demonteze baricadele.
Faptul că Rebeliunea s-a soldat cu mulți morți și multe distrugeri, precum și cu întreruperea aprovizionării cu alimente, a contribuit și el la adversitatea față de rebeli. După capitulare, Voluntarii au fost huiduiți, s-a aruncat cu gunoaie în ei și au fost denunțați drept „ucigași” și acuzați că „înfometează poporul”. Voluntarul Robert Holland, de exemplu, și-a amintit că a fost „supus unor remarci foarte urâte și unor strigăte de pisică din partea claselor mai sărace” în timp ce aceștia mărșăluiau să se predea. El a relatat și că a fost abuzat de oameni pe care îi cunoștea în timp ce era dus prin zona Kilmainham⁠(d) în captivitate și a spus că soldații britanici i-au salvat de la a fi agresați de mulțime.

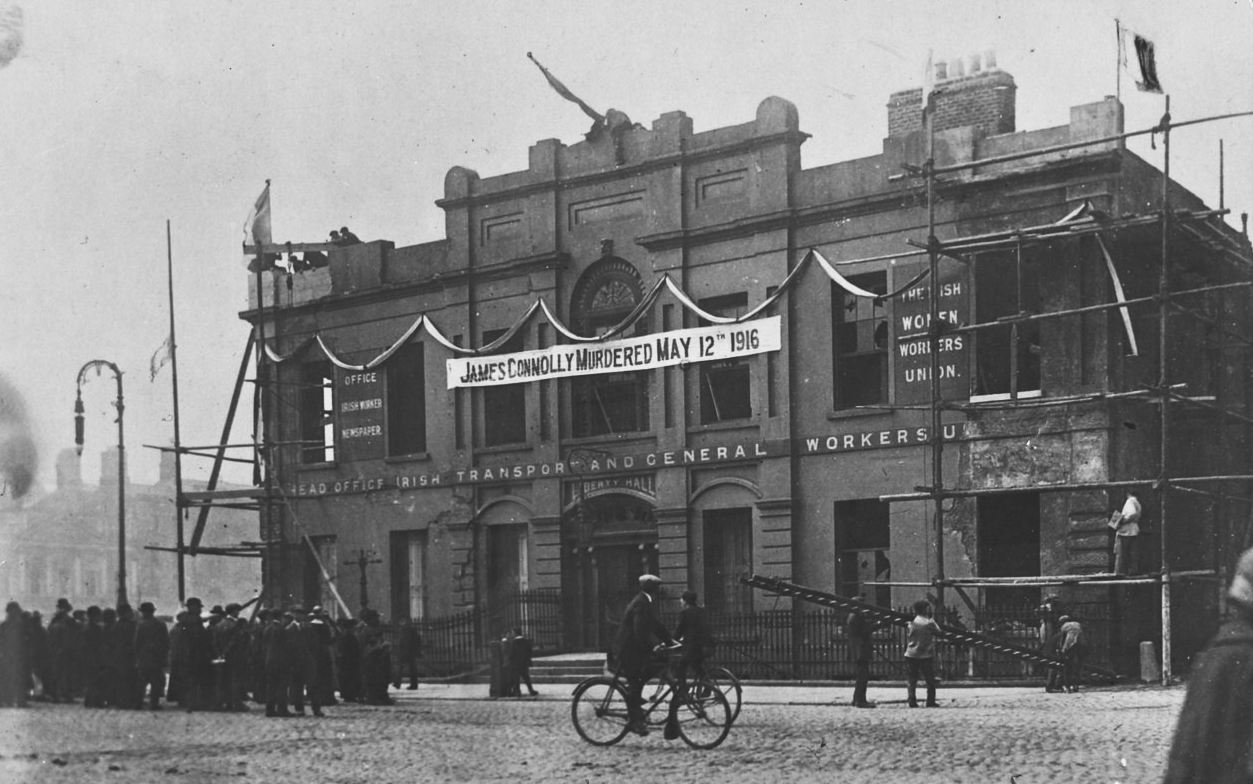
Comemorarea execuției lui Connolly,

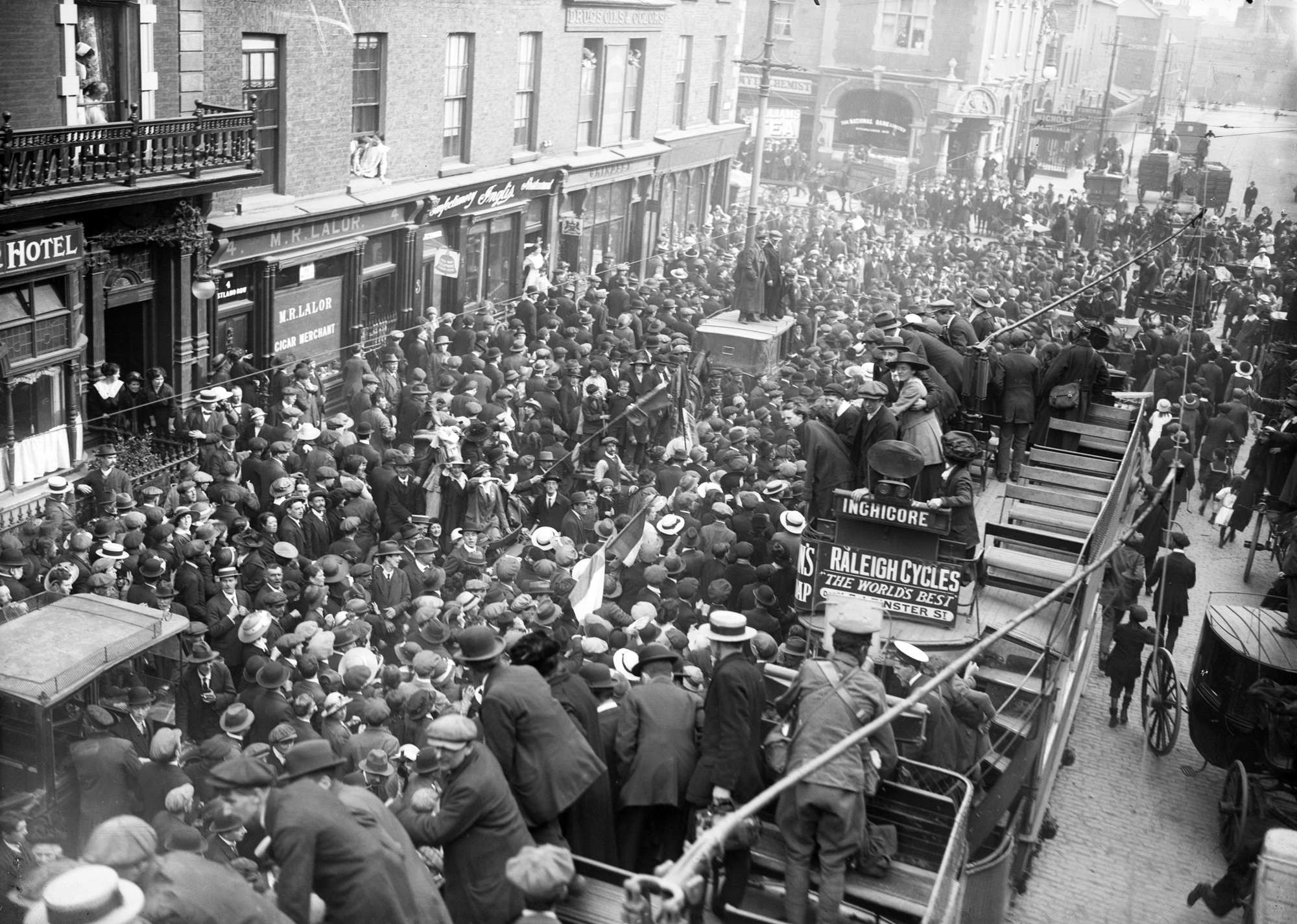
Mulțimile din Dublin așteaptă să primească prizonierii republicani eliberați în 1917

Unii dublinezi și-au exprimat, totuși, sprijinul pentru rebeli. Jurnalistul și scriitorul canadian Frederick Arthur McKenzie scria că, în zonele mai sărace, „exista o mare simpatie față de rebeli, în special după ce rebelii au fost înfrânți”. El a scris despre mulțimile care aplaudau o coloană de prizonieri rebeli în trecere, o femeie remarcând „Sigur că îi aplaudăm. De ce să nu? Nu sunt ei carnea și sângele nostru?”. La Moara lui Boland, rebelii învinși au fost întâmpinați de o mulțime numeroasă, „mulți plângând și exprimându-și simpatie și întristare, toți prietenoși și blânzi”. Alți privitori simpatizau, dar priveau în tăcere. Christopher M. Kennedy notează că „cei care simpatizau cu rebelii, de teamă pentru propria lor siguranță, își păstrau părerile pentru ei înșiși”. Áine Ceannt⁠(d) a văzut soldații britanici arestând o femeie care îi aplauda pe rebelii capturați. Un raport al inspectorului districtual al RIC consemna: „Legea marțială, desigur, împiedică orice exprimare a acesteia; dar există un puternic curent al necredincioșilor”. Thomas Johnson⁠(d), liderul Partidului Laburist, considera că „nu există niciun semn de milă de rebeli, doar o admirație generală pentru curajul și strategia lor”.
Consecințele Rebeliunii, și în special reacția britanicilor la aceasta, au ajutat să schimbe o mare parte a opiniei naționaliștilor irlandezi de la ostilitate sau ambivalență către sprijin pentru rebelii de la Paștele din 1916. Omul de afaceri din Dublin, quakerul James G. Douglas⁠(d), de exemplu, până atunci un autonomist, scria că perspectiva sa politică s-a schimbat radical în timpul Rebeliunii din cauza ocupației militare britanice a orașului și că a devenit convins că metodele parlamentare nu vor fi suficiente pentru a-i îndepărta pe britanici din Irlanda.

### Ascensiunea Sinn Féinului
O ședință convocată de contele Plunkett⁠(d) la 19 aprilie 1917 a condus la formarea unei mișcări politice ample sub stindardul Sinn Féinului, care a fost oficializată la Sinn Féin Ard Fheis⁠(d) din 25 octombrie 1917. Criza încorporărilor din 1918⁠(d) a intensificat și mai mult sprijinul public pentru Sinn Féin înainte de alegerile generale pentru Parlamentul Britanic din 14 decembrie 1918, ceea ce a dus la o victorie zdrobitoare pentru Sinn Féin, care a câștigat 73 de locuri din 105, și ai cărui parlamentari⁠(d) s-au întrunit la Dublin la 21 ianuarie 1919 pentru a forma Dáil Éireann⁠(d) și pentru a adopta Declarația de Independență⁠(d).

## Amintirea

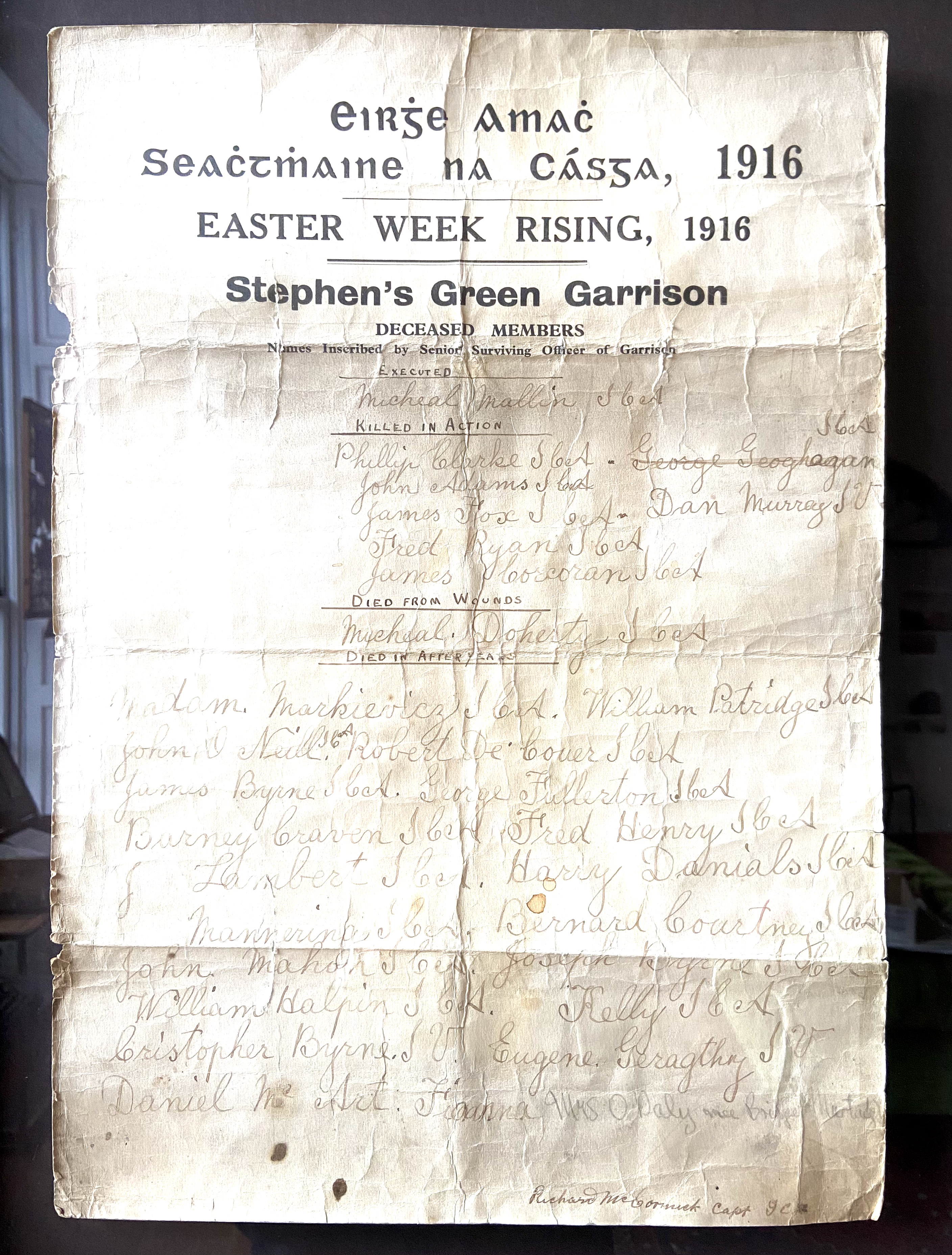
Document din anii 1940 care enumeră membrii decedați ai garnizoanei Stephen's Green

La scurt timp după Rebeliunea de Paști, poetul Francis Ledwidge⁠(d) a scris „O'Connell Street” și „Lament for the Poets of 1916”, care ambele descriu sentimentul său de pierdere și exprimă ideea că poetul are aceleași „vise” ca și republicanii irlandezi⁠(d) ai Rebeliunii de Paști. El a scris mai târziu și „Lament for Thomas MacDonagh” pentru prietenul său și camaradul său căzut de la Voluntarii Irlandezi. La câteva luni după Rebeliunea de Paște, WB Yeats a comemorat unele dintre figurile căzute ale mișcării republicane irlandeze, precum și emoțiile sale ambigue cu privire la aceste evenimente, în poezia Easter, 1916⁠(d).
Unii dintre supraviețuitorii Rebeliunii au devenit lideri ai statului irlandez independent. Cei care au fost executați au ajuns să fie venerați ca martiri⁠(d); mormintele lor din fosta închisoare militară Arbour Hill din Dublin au devenit monument național, iar textul Proclamației a început să fie predat în școli. O paradă militară comemorativă anuală a fost organizată în fiecare an în Duminica Paștelui. În 1935, Éamon de Valera a dezvelit o statuie a legendarului erou irlandez Cú Chulainn⁠(d), sculptată de Oliver Sheppard⁠(d), la Poșta Generală, ca parte a comemorărilor Rebeliunii din acel an – ea este adesea văzută ca un simbol important al martiriului în amintirea rebelilor din 1916. Memoriale ale eroilor Rebeliunii se găsesc și în alte orașe irlandeze, cum ar fi Limerick⁠(d). Medalia din 1916⁠(d) a fost emisă în 1941 persoanelor cu serviciu militar recunoscut în timpul Rebeliunii.
Paradele au culminat cu o imensă sărbătoare națională la cea de-a 50-a aniversare a Rebeliunii în 1966. Cu acea ocazie, au fost acordate decorații de către guvern supraviețuitorilor care au luat parte la Rebeliune. RTÉ, radiodifuziunea națională irlandeză a realizat, ca una din primele sale proiecte majore, o serie de programe comemorative pentru aniversarea din 1966 a Rebeliunii. Roibéárd Ó Faracháin⁠(d), șeful de programe a spus: „Deși încă adevărul istoric este căutat, accentul se va pune pe omagiu”. În același timp, CIÉ⁠(d), operatorul feroviar al Republicii Irlanda, a redenumit câteva dintre principalele sale stații după republicanii care au jucat roluri cheie în Rebeliunea de Paști.
Prima monedă comemorativă a Irlandei a fost emisă tot în 1966, pentru a aduce un omagiu Rebeliunii de Paști. Ea avea valoarea nominală 10 șilingi⁠(d), deci având cea mai mare valoare nominală dintre toate monedele pre-zecimale emise de aceasată țară. Moneda avea reprezentat un bust al lui Patrick Pearse pe avers și o imagine a statuii lui Cú Chulainn de la Poșta Generală pe revers. Pe marginea inscripției scria: „Éirí Amach na Cásca 1916”, care se traduce prin „Rebeliunea de  Paști din 1916”. Datorită conținutului de argint de 83,5%, multe dintre monede au fost topite la scurt timp după emitere. În 2016, Irlanda a emis și o monedă de 2 euro⁠(d), cu statuia Hiberniei⁠(d) deasupra Poștei Generale, pentru a comemora centenarul Rebeliunii.
Odată cu izbucnirea problemelor din Irlanda de Nord, guvernul, mediul universitar și mass-media au început să reviziteze trecutul militant al țării și, în special, Rebeliunea de Paște. Guvernul de coaliție din 1973–1977, în special ministrul poștei și telegrafului, Conor Cruise O'Brien, a început să promoveze opinia conform căreia violențele din 1916 nu erau în esență diferite de violențele care aveau loc pe atunci pe străzile din Belfast și Derry. O'Brien și alții au afirmat că Rebeliunea a fost sortită de la început înfrângerii militare și că rebelii nu au ținut cont de hotărârea unioniștilor din Ulster de a rămâne în Regatul Unit.
Republicanii irlandezi continuă să venereze Rebeliunea și pe liderii săi cu picturi murale în zonele republicane din Belfast și din alte orașe, care sărbătoresc acțiunile lui Pearse și ale camarazilor săi și parade anuale în amintirea Rebeliunii. Guvernul irlandez a întrerupt însă parada anuală de la Dublin la începutul anilor 1970, iar în 1976 a făcut pasul fără precedent de a interzice (în conformitate cu legea privind infracțiunile împotriva statului) o ceremonie de comemorare a lui 1916 la Poșta Generală, organizată de Sinn Féin și Comitetul Republican de Comemorare. Un deputat al Partidului Laburist, David Thornley⁠(d), a pus guvernul (în care laburiștii erau membri) într-o situație dificilă apărând pe scenă la ceremonie, alături de Máire Comerford⁠(d), care luptase în Rebeliune, și Fiona Plunkett⁠(d), sora lui Joseph Plunkett.
După încetarea focului acceptată de IRA provizorie⁠(d) și începutul procesului de pace⁠(d) din anii 1990, viziunea guvernului asupra Rebeliunii a devenit mai pozitivă și, în 1996, s-au comemorat 80 de ani la Grădina Amintirii⁠(d) din Dublin, cu prezența taoiseach-ului și liderului Fine Gael, John Bruton⁠(d). În 2005, taoiseach-ul Bertie Ahern⁠(d), a anunțat intenția guvernului de a relua parada militară prin fața Poștei Generale odată cu Paștele lui 2006 și de a forma un comitet care să pregătească sărbătorirea centenarului în 2016. Cea de-a 90-a aniversare a fost sărbătorită cu o paradă militară la Dublin în Duminica Paștelui din 2006, la care au participat președintele Irlandei, taoiseach-ul și primarul Dublinului. În zilele de astăzi, se ține o ceremonie anuală de Paște la care participă rudele celor care au luptat, președintele, taoiseach-ul, miniștri, senatori și deputați și, de obicei, publicul larg.
Rebeliunea continuă să atragă dezbateri și analize. În 2016, The Enemy Files, un documentar prezentat de un fost secretar de stat britanic pentru apărare, Michael Portillo⁠(d), a fost difuzat pe RTÉ One⁠(d) și BBC, înaintea centenarului. Portillo a declarat că execuția celor 16 lideri ai insurecției ar putea fi justificată în contextul său – un răspuns militar, pe fondul îngrozitorului război european – dar că rebelii au întins o capcană în care britanicii au căzut și că orice răspuns posibil al britanicilor ar fi fost o greșeală într-un fel sau altul. El a comentat rolul lui Patrick Pearse, controversa martiriului și referirea din Proclamație la „galanții noștri aliați [germani] din Europa”.
În decembrie 2014, Consiliul Local din Dublin a aprobat o propunere de creare a unui traseu istoric care să comemoreze Rebeliunea, similar cu Freedom Trail⁠(d) din Boston. Primarul din Dublin Christy Burke⁠(d) a anunțat că consiliul s-a angajat să construiască traseul, marcându-l cu o bandă sau cărămizi verzi, cu plăci de alamă care marchează siturile istorice aferente, cum ar fi Rotonda⁠(d) și Poșta Generală.

O scară pietonală care ducea de-a lungul 53rd Avenue, de la 65th Place la 64th Street din vestul cartierului Queens din New York City a fost botezată „Easter Rising Way” („Calea Rebeliunea de Paști”) în 2016. Liderul Sinn Féin, Gerry Adams⁠(d), a vorbit la ceremonia de inaugurare.

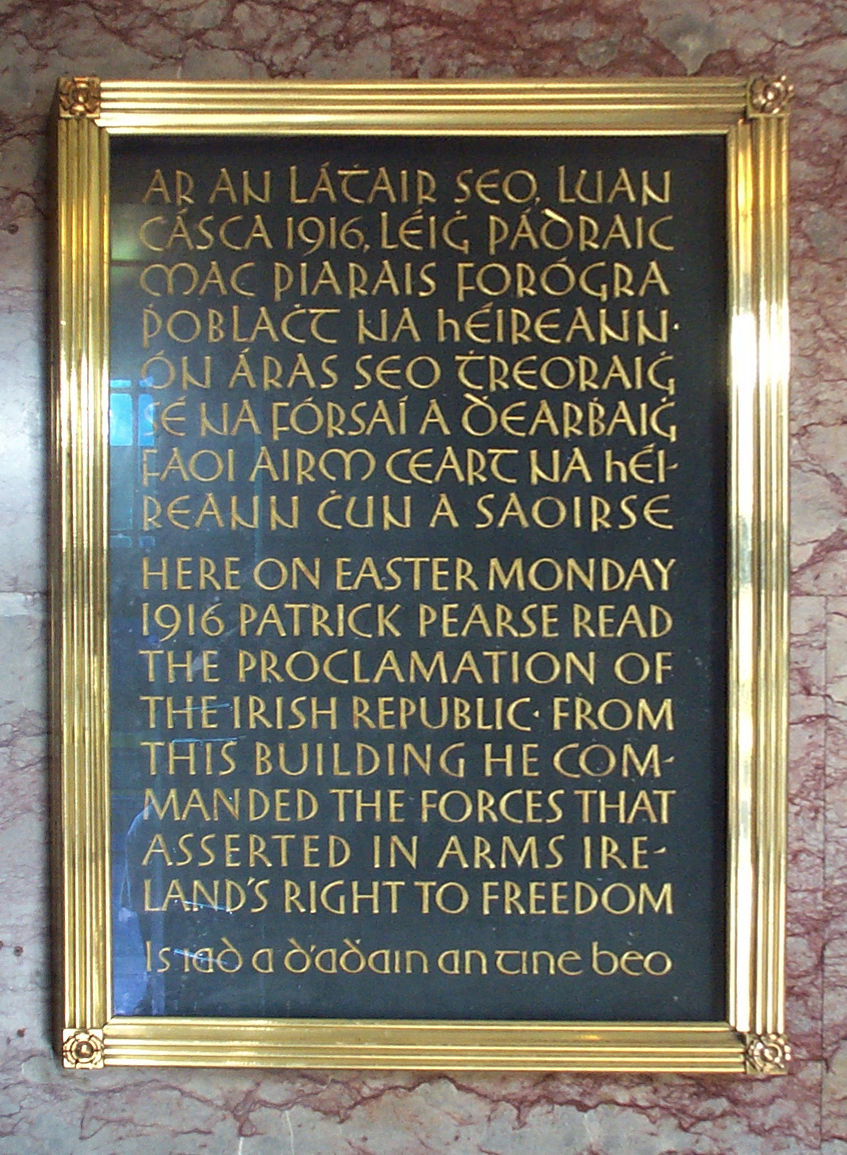
Placă de comemorare a Rebeliunii de Paște la Poșta Generală din Dublin⁠(d), cu textul irlandez în grafie gaelică⁠(d) și textul în limba engleză în grafie latină obișnuită
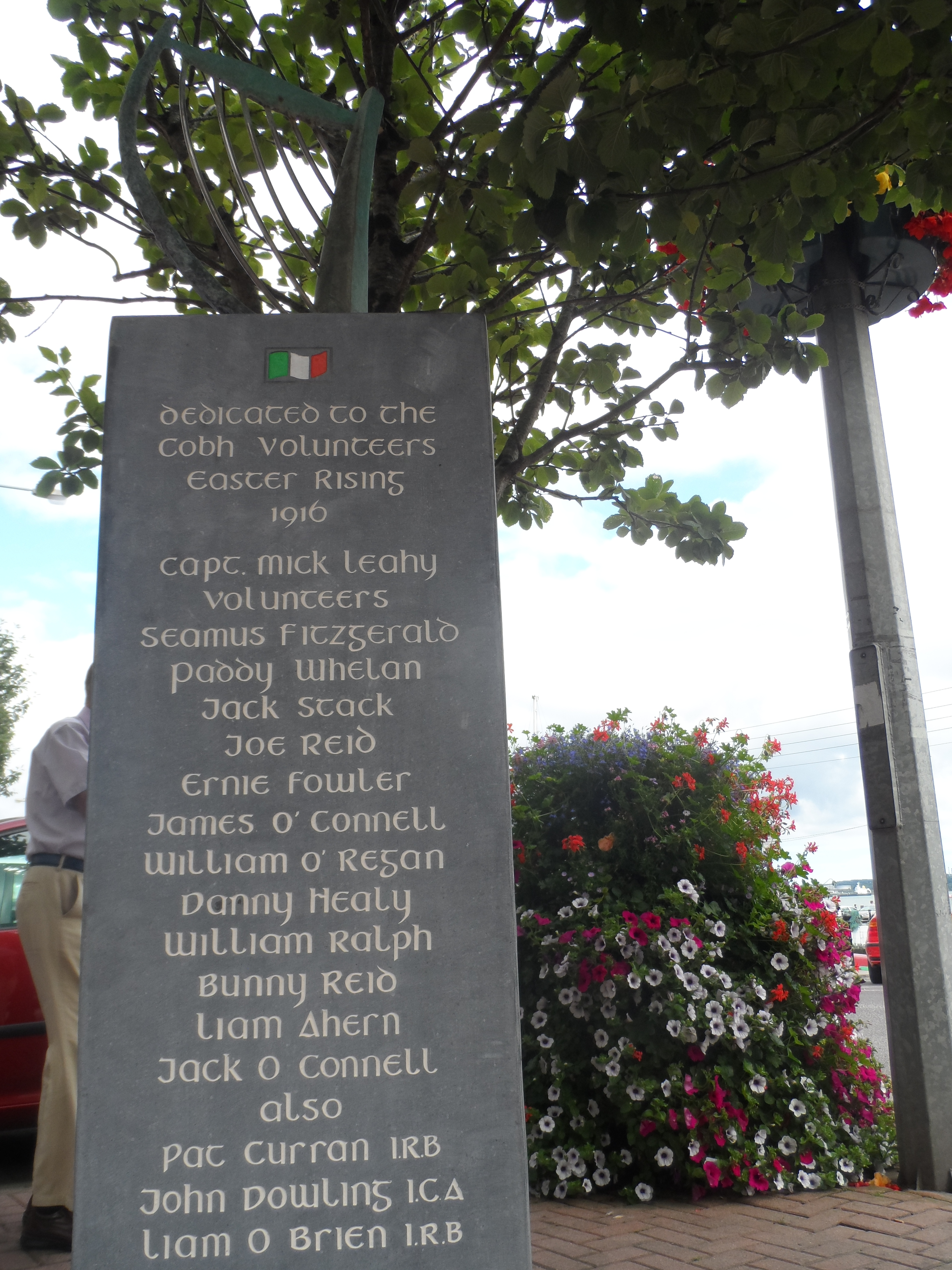
Memorial în Cobh⁠(d), comitatul Cork, pentru voluntarii din acel oraș
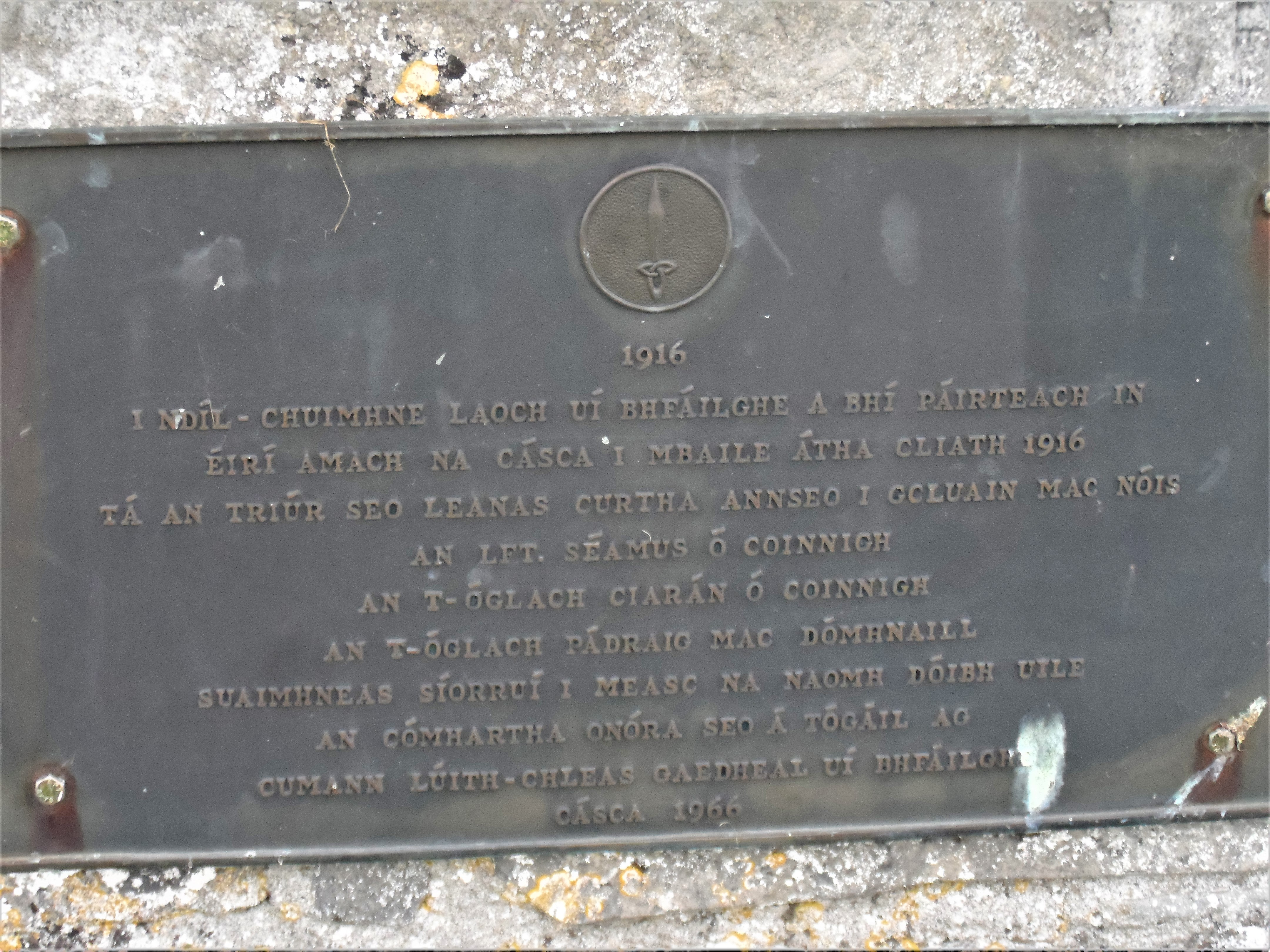
Memorial din Clonmacnoise, care comemorează oamenii din comitatul Offaly (pe atunci King's County) care au luptat în 1916: sunt menționați James Kenny, Kieran Kenny și Paddy McDonnell
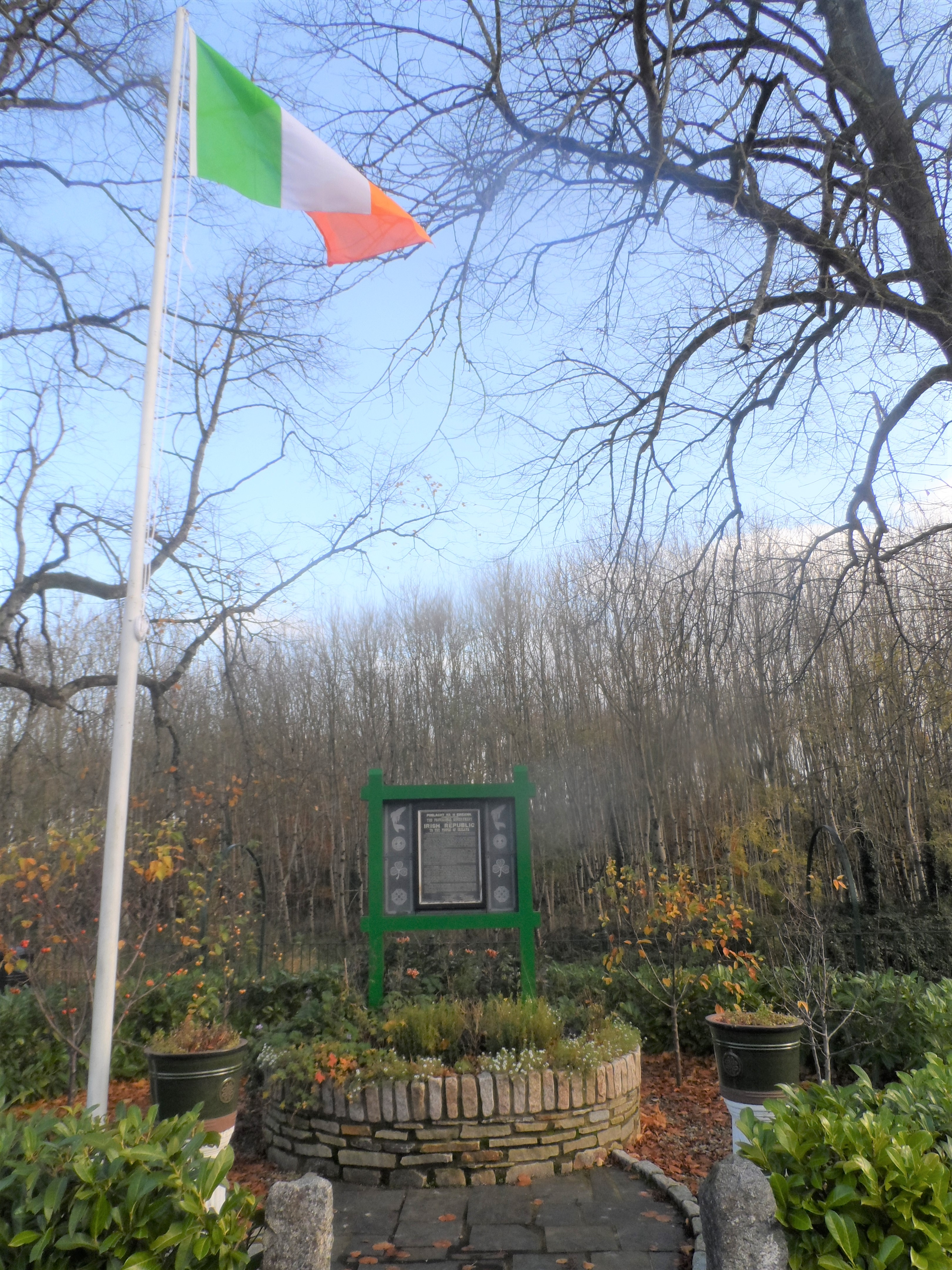
Drapelul și copia Proclamației în Clonegal⁠(d)

## Data comemorării
Rebeliunea de Paști a durat din a doua zi de Paști, 24 aprilie 1916, până în sâmbăta următoare, 29 aprilie 1916. Comemorările anuale nu se țin în perioada 24–29 aprilie, ci se bazează de obicei pe data Paștelui, care este o sărbătoare mobilă. De exemplu, parada militară anuală se ține în Duminica Paștelui; data intrării în vigoare⁠(d) a Legii Republicii Irlanda din 1948⁠(d) a fost aleasă simbolic să cadă în Lunea de Paști, 18 aprilie 1949. Programul oficial al evenimentelor centenare din 2016 a atins punctul culminant între 25 martie (Vinerea Mare) și 2 aprilie (sâmbăta din Săptămâna Luminată), cu alte evenimente mai devreme și mai târziu în an, având loc cu ocazia aniversărilor calendaristice.

## În cultura populară
- „Paștele, 1916⁠(d)”, o poezie a poetului și dramaturgului WB Yeats, publicată în 1921.
- „The Foggy Dew⁠(d)” este un cântec de Canon Charles O'Neill, compus în timpul Războiului de Independență al Irlandei, care îi elogiază pe artizanii Rebeliunii de Paști.[198]
- The Plough and the Stars⁠(d) este o piesă de teatru din 1926 de Seán O'Casey, a cărei acțiune se desfășoară în timpul Rebeliunii de Paști.
- Insurrection⁠(d) este un roman din 1950 al lui Liam O'Flaherty⁠(d), a cărui acțiune se desfășoară în timpul Rebeliunii.
- The Red and the Green⁠(d) este un roman din 1965 al lui Iris Murdoch, care acoperă evenimentele care au condus la Rebeliunea de Paști și cele din timpul ei.
- Insurrection⁠(d) este un documentar dramatic⁠(d) din 1966, în opt părți, realizat de Telefís Éireann pentru comemorarea a 50 de ani de la Rebeliune. A fost redifuzat în timpul sărbătorilor centenarului din 2016.[199]
- „Grace” este un cântec din 1985 despre căsătoria lui Joseph Plunkett cu Grace Gifford⁠(d) la Kilmainham Gaol înainte de execuția lui.[200]
- 1916, A Novel of the Irish Rebellion este un roman istoric din 1998 de Morgan Llywelyn⁠(d).
- A Star Called Henry⁠(d) este un roman din 1999 al lui Roddy Doyle, care povestește parțial Rebeliunea de Paști prin implicarea protagonistului romanului, Henry Smart.
- At Swim, Two Boys⁠(d) este un roman din 2001 al scriitorului irlandez Jamie O'Neill⁠(d), care se desfășoară la Dublin înainte și în timpul Rebeliunii de Paști din 1916.
- Rebel Heart⁠(d), este un miniserial BBC din 2001 despre viața unui naționalist (fictiv) de la Rebeliune până la sfârșitul Războiului Civil Irlandez.
- Blood Upon the Rose⁠(d) este un roman grafic din 2009 al lui Gerry Hunt⁠(d), care descrie evenimentele din Rebeliunea de Paști.[201][202]
- 1916 Seachtar na Cásca este un serial documentar de televiziune irlandez din 2010, bazat pe Rebeliunea de Paști, care povestește despre șapte semnatari ai rebeliunii.
- Visul celtului⁠(d) este un roman din 2012 al lui Mario Vargas Llosa, bazat pe viața și moartea lui Roger Casement, inclusiv implicarea sa în Rebeliune.
- Rebellion este un miniserial⁠(d) din 2016 despre Rebeliunea de Paști.
- 1916 este un miniserial documentar din trei părți din 2016 despre Rebeliunea de Paști, narat de Liam Neeson.[203]
- Penance⁠(d) este un film irlandez din 2018, cu acțiunea în principal în Donegal în 1916 și în Derry în 1969, în care apare și Rebeliunea.

### Istoriografie
- Bunbury, Turtle. Easter Dawn – The 1916 Rising (Mercier Press, 2015) ISBN: 978-1781-172582
- McCarthy, Mark. Ireland's 1916 Rising: Explorations of History-Making, Commemoration & Heritage in Modern Times (2013), historiography excerpt
- Neeson, Eoin, Myths from Easter 1916, Aubane Historical Society (Cork, 2007), ISBN: 978-1-903497-34-0